# Énergie en Afrique du Sud
Le secteur de l'énergie en Afrique du Sud est largement dominé par le charbon qui constitue 92,1 % de la production et 70,3 % de la consommation d'énergie primaire du pays en 2021 (68,7 % en 2023).
La production d'énergie primaire en Afrique du Sud se répartissait en 2021 en 92,2 % d'énergies fossiles (surtout charbon), 2,3 % de nucléaire et 5,5 % d'énergies renouvelables (biomasse : 4,2 %, éolien et solaire : 1,2 %).
L'Afrique du Sud se classe en 2023 au 7e rang mondial des producteurs de charbon avec 3,0 % de la production mondiale, et au 6e rang des exportateurs de charbon avec 4,9 % des exportations mondiales ; elle exporte 32 % de sa production de charbon. Les réserves récupérables de charbon de l'Afrique du Sud se classent au 10e rang mondial avec 1,3 % des réserves mondiales.
L'industrie sophistiquée des carburants synthétiques produit de l'essence et du diesel à partir de charbon et de gaz naturel.
La consommation d'énergie primaire se répartissait en 2023 en 94,6 % d'énergies fossiles (charbon : 68,7 %, pétrole : 22,5 %, gaz naturel : 3,5 %), 1,6 % de nucléaire et 4,1 % d'énergies renouvelables, et était, par habitant, supérieure de 4 % à la moyenne mondiale et 5,6 fois plus élevée que la moyenne africaine.
L'électricité représentait 27 % de la consommation finale d'énergie en 2021 ; sa production se répartissait en 2023 entre les combustibles fossiles pour 85 % (dont charbon : 82,8 %), le nucléaire pour 4 % et les énergies renouvelables pour 9 % (éolien 5,2 %, solaire 2,9 %, hydraulique 0,8 %, biomasse 0,2 %).
Les émissions de CO2 liées à l'énergie de l'Afrique du Sud s'élevaient en 2021 à 6,6 tCO2 par habitant, supérieures de 55 % à la moyenne mondiale et 7,5 fois supérieures à la moyenne africaine, du fait de la prépondérance du charbon dans le bilan énergétique sud-africain ainsi que de la consommation d'énergie par habitant élevée du pays, surtout due à l'industrie.

## Vue d'ensemble
| Principaux indicateurs de l'énergie en Afrique du Sud                                                                                             | Principaux indicateurs de l'énergie en Afrique du Sud | Principaux indicateurs de l'énergie en Afrique du Sud | Principaux indicateurs de l'énergie en Afrique du Sud | Principaux indicateurs de l'énergie en Afrique du Sud | Principaux indicateurs de l'énergie en Afrique du Sud | Principaux indicateurs de l'énergie en Afrique du Sud |
| --- | ----------------------------------------------------- | ----------------------------------------------------- | ----------------------------------------------------- | ----------------------------------------------------- | ----------------------------------------------------- | ----------------------------------------------------- |
| | Population                                            | Consom. énergie primaire                              | Produc.                                               | Export. nette                                         | Consom. élect.*                                       | Émissions GES**                                       |
| Année | Million                                               | PJ                                                    | PJ                                                    | PJ                                                    | TWh                                                   | Mt CO2                                                |
| 1990 | 36,8                                                  | 3 756                                                 | 4 795                                                 | 946                                                   | 156                                                   | 272                                                   |
| 2000 | 46,8                                                  | 4 576                                                 | 6 012                                                 | 1 323                                                 | 206                                                   | 315                                                   |
| 2010 | 51,8                                                  | 5 566                                                 | 6 564                                                 | 752                                                   | 233                                                   | 458                                                   |
| 2011 | 52,4                                                  | 5 666                                                 | 6 506                                                 | 650                                                   | 237                                                   | 442                                                   |
| 2012 | 53,1                                                  | 5 418                                                 | 6 595                                                 | 974                                                   | 231                                                   | 461                                                   |
| 2013 | 53,9                                                  | 5 374                                                 | 6 567                                                 | 1 002                                                 | 230                                                   | 471                                                   |
| 2014 | 54,7                                                  | 5 689                                                 | 6 642                                                 | 725                                                   | 229                                                   | 483                                                   |
| 2015 | 55,9                                                  | 5 380                                                 | 6 525                                                 | 947                                                   | 228                                                   | 458                                                   |
| 2016 | 56,4                                                  | 5 576                                                 | 6 549                                                 | 793                                                   | 225                                                   | 458                                                   |
| 2017 | 56,6                                                  | 5 548                                                 | 6 583                                                 | 848                                                   | 227                                                   | 468                                                   |
| 2018 | 57,3                                                  | 5 391                                                 | 6 531                                                 | 913                                                   | 229,0                                                 | 472                                                   |
| 2019 | 58,1                                                  | 5 405                                                 | 6 613                                                 | 1 002                                                 | 224,6                                                 | 478                                                   |
| 2020 | 58,8                                                  | 5 222                                                 | 6 337                                                 | 987                                                   | 210,5                                                 | 423                                                   |
| 2021 | 59,4                                                  | 5 201                                                 | 5 878                                                 | 702                                                   | 216,0                                                 | 426                                                   |
| variation 1990 2021 | +61 %                                                 | +38 %                                                 | +23 %                                                 | -26 %                                                 | +38 %                                                 | +57 %                                                 |
| * consommation brute d'électricité = production+importations-exportations-pertes en ligne ** émissions de gaz à effet de serre liées à l'énergie. |                                                       |                                                       |                                                       |                                                       |                                                       |                                                       |

## Énergie primaire
| Source                                                  | 1990  | %    | 2000  | %    | 2010  | %    | 2020  | %    | 2021  | % 2021 | var. 2021/1990 |
| Charbon                                                 | 4 194 | 87,5 | 5 314 | 88,4 | 6 032 | 90,9 | 5 869 | 92,6 | 5 416 | 92,1 % | +29 %          |
| Pétrole                                                 | 0     |      | 40    | 0,7  | 21    | 0,3  | 3     | 0,04 | 2     | 0,03 % | ns             |
| Gaz naturel                                             | 63    | 1,3  | 59    | 1,0  | 53    | 0,8  | 39    | 0,6  | 1     | 0,02 % | -98 %          |
| Total fossiles                                          | 4 257 | 88,8 | 5 412 | 90,0 | 6 106 | 92,0 | 5 910 | 93,3 | 5 420 | 92,2 % | +27 %          |
| Nucléaire                                               | 92    | 1,9  | 142   | 2,4  | 132   | 2,0  | 108   | 1,7  | 135   | 2,3 %  | +46 %          |
| Hydraulique                                             | 4     | 0,1  | 4     | 0,07 | 8     | 0,11 | 5     | 0,08 | 7     | 0,12 % | +101 %         |
| Biomasse-déchets                                        | 443   | 9,2  | 455   | 7,6  | 388   | 5,9  | 252   | 4,0  | 245   | 4,2 %  | -45 %          |
| Solaire, éolien                                         | 0     |      | 0     |      | 3     | 0,04 | 61    | 1,0  | 71    | 1,2 %  | ns             |
| Total EnR                                               | 447   | 9,3  | 459   | 7,6  | 399   | 6,0  | 318   | 5,0  | 323   | 5,5 %  | -28 %          |
| Total                                                   | 4 795 | 100  | 6 013 | 100  | 6 637 | 100  | 6 337 | 100  | 5 878 | 100 %  | +23 %          |
| Source des données : Agence internationale de l'énergie |       |      |       |      |       |      |       |      |       |        |                |

### Charbon

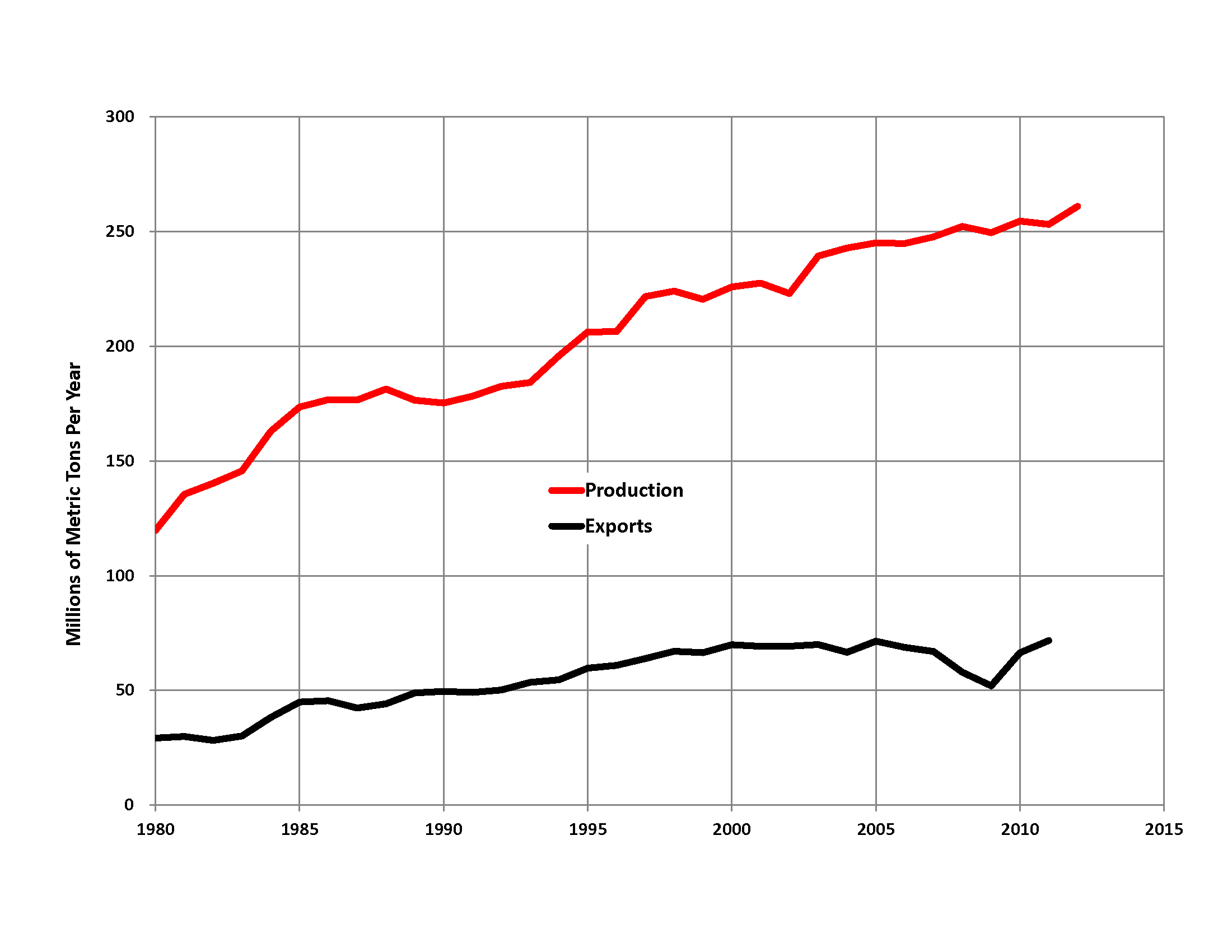
Production et exportation de charbon de l'Afrique du Sud (Mt).

Les réserves prouvées récupérables de charbon de l'Afrique du Sud étaient estimées par l'Agence fédérale allemande pour les sciences de la terre et les matières premières (BGR) à 9 893 Mt (millions de tonnes) fin 2022, soit 1,3 % des réserves mondiales, au 10e rang mondial, loin derrière les États-Unis (28,0 %), la Chine (18,8 %), l'Inde (15,7 %), l'Australie (9,7 %) et la Russie (9,2 %). Elles représentent 43 ans de production au rythme de 2022 : 231,2 Mt (7e rang mondial). BGR estime les ressources supplémentaires identifiées, mais dont l'exploitation n'est pas techniquement ou économiquement justifiée, à 204 Gt de charbon. BGR ne mentionne pas de ressources sud-africaines en lignite.
L'Energy Institute estime la production de charbon sud-africaine en 2023 à 228,5 Mt, soit 5,41 EJ, représentant 3,0 % de la production mondiale, au 7e rang mondial, en baisse de 0,6 % en 2023 et de 11 % depuis 2013. Sa consommation est estimée à 3,33 EJ, soit 2,0 % de la consommation mondiale, au 7e rang mondial, en baisse de 1,6 % en 2023 et de 10 % depuis 2013. Les exportations de charbon sud-africaines se sont élevées à 1,74 EJ en 2023, soit 4,9 % des exportations mondiales, au 6e rang mondial derrière l'Indonésie (28,2 %), l'Australie (25,4 %), la Russie (15,2 %), les États-Unis (7,0 %) et la Mongolie (5,5 %). Elles sont allées surtout en Asie (64 %, en particulier en Inde : 30 % et en Corée du sud : 10 %), en Europe (15,5 %) et en Afrique (15 %).
L'Afrique du Sud a exporté 32,9 % de sa production en 2021.
Les principaux gisements étaient en 2006 ceux de Highveld (31 % des réserves), Witbank (30 %), Ermelo (14 %) et Waterberg (11 %), tous situés dans les provinces du nord.
La compagnie sud-africaine Sasol, créée en 1950, débuta en 1955, dans son complexe de Sasolburg, la production de carburants de synthèse par le procédé Fischer-Tropsch à partir de charbon, afin d'approvisionner le pays en produits pétroliers dont il était privé par les sanctions internationales contre sa politique d'apartheid ; l'usine Sasol II fut construite de 1976 à 1980 à Secunda, puis Sasol III démarra en 1982 ; en 2004, l'arrivée du gaz naturel du Mozambique apporta une deuxième source pour la synthèse de carburants liquides.
L'Afrique du Sud exporte environ 25 % de sa production de charbon. Le terminal charbonnier de Richards Bay, son principal terminal d'exportation, est l'un des plus grands du monde ; en 2013, il a dépassé pour la première fois le seuil de 70 Mt d'exportation de charbon ; les principales destinations sont l'Inde et la Chine.
La production de charbon est fortement affectée par la crise sanitaire liée au Covid-19 en 2020.

### Pétrole
Les réserves prouvées de pétrole de l'Afrique du Sud étaient estimées par BGR à 2 Mt (millions de tonnes) fin 2022, soit seulement 0,001 % du total mondial. Elles représentaient 20 années de production au rythme de 2022 : 0,1 Mt. Les ressources supplémentaires, non encore prouvées, sont estimées à 502 Mt.
La production de pétrole en Afrique du Sud est minime : 1,9 PJ en 2021, soit 0,03 % de la production d'énergie primaire du pays. La consommation de pétrole du pays atteint 943 PJ.
La consommation de pétrole de l'Afrique du Sud en 2023 est estimée par l'Energy Institute à 1,09 EJ, soit 0,6 % du total mondial et 12,8 % du total de l'Afrique.
La faiblesse des ressources pétrolières a poussé l'Afrique du Sud à produire des carburants de synthèse par le procédé Fischer-Tropsch à partir de charbon depuis les années 1950. En 2004, l'arrivée du gaz naturel du Mozambique apporta une deuxième source pour la synthèse de carburants liquides. L'industrie sophistiquée des carburants synthétiques produit de l'essence et du diesel à partir de charbon dans l'usine de Secunda et de gaz naturel dans l'usine de Mossel Bay. Les carburants synthétiques (synfuels) représentent près de 90 % de la production nationale de pétrole.
Selon l'EIA, en 2013 la production de pétrole totale de l'Afrique du Sud atteignait 181 kb/j (milliers de barils/jour), dont 3,9 kb/j de pétrole brut, le reste étant surtout des carburants synthétiques ; la consommation était de 635 kb/j et les importations nettes de 454 kb/j.
PetroSA, entreprise d'État, exploite les installations de production de pétrole et de gaz naturel ainsi que l'usine de carburants synthétiques de Mossel Bay à partir du gaz. Sasol, compagnie privée, exploite l'usine de conversion charbon-carburant de Secunda et possède une part majoritaire dans la raffinerie de pétrole Natref, une participation dans le gazoduc de transport du gaz depuis le Mozambique ainsi que des parts de mines de charbon.
L'Afrique du Sud est le second consommateur de pétrole d'Afrique, derrière l'Égypte ; les produits pétroliers consommés proviennent pour l'essentiel des raffineries sud-africaines et des usines de carburants synthétiques. Les raffineries importent leur pétrole brut surtout du Moyen-Orient et d'Afrique occidentale ; en 2013, près de la moitié de ces importations provenait de l'Arabie saoudite.

### Gaz naturel
Les réserves prouvées de gaz naturel de l'Afrique du Sud étaient estimées par BGR à 10 Gm3 (milliards de m³) fin 2022, soit 0,005 % du total mondial. Aucune production n'est signalée en 2022. Les ressources supplémentaires, non encore prouvées, sont estimées à 7 277 Gm3, au 15e rang mondial, dont 1 000 Gm3 de réserves conventionnelles, 5 707 Gm3 de gaz de schiste et 570 Gm3 de gaz de couche.
La production de gaz naturel en Afrique du Sud est minime : 1,3 PJ en 2021, soit 0,02 % seulement de la production d'énergie primaire du pays ; elle décline progressivement : 63 PJ en 1990, 53 PJ en 2010, -98 % de 1990 à 2021.
L'Energy Institute estime la consommation de gaz naturel sud-africaine en 2023 à 4,7 Gm3, soit 0,17 EJ, représentant 0,1 % du total mondial.
Les importations de gaz naturel depuis le Mozambique atteignaient 4,1 Gm3 en 2023 ; elles alimentent l'usine de carburant synthétique de Secunda et quelques centrales électriques à gaz.
PetroSA exploite les installations de production de gaz naturel ainsi que l'usine de carburants synthétiques de Mossel Bay, au bord de l'océan Indien dans la province du Cap-Occidental, à partir du gaz produit par le gisement offshore situé au large de ce port. Sasol possède une participation dans le gazoduc de transport du gaz depuis le Mozambique.
Selon l'EIA, l'Afrique du Sud détiendrait 390 trillions de pieds cubes (Tcf), soit 11 000 milliards de m3 de gaz de schiste techniquement récupérable. Mais des préoccupations environnementales ont conduit le gouvernement à imposer un moratoire sur l'exploration du gaz de schiste à partir d'avril 2011 jusqu'à septembre 2012. En octobre 2013, le gouvernement a publié des propositions de nouvelles réglementations pour encadrer cette exploration ; les compagnies internationales attendent que leur soient accordées des licences d'exploration.

### Uranium
La production d'uranium en Afrique du Sud est en général un sous-produit des mines d'or et de cuivre ; une compagnie a été créée en 1951 pour exploiter les boues riches en uranium issues de l'extraction d'or ; elle a été reprise en 1967 par la  Nuclear Fuels Corporation of South Africa (Nufcor), qui en 1998 devint une filiale d'AngloGold Ltd, rebaptisée depuis AngloGold Ashanti. Elle produit plus de 600 tonnes d'U3O8 par an. En mai 2009 AngloGold a annoncé son projet de construire une nouvelle usine de récupération d'uranium à Kopanang pour porter sa production à 900 tonnes par an en 2012. La plupart des gisements sont dans le bassin du Witwatersrand.

### Consommation d'énergie primaire
La consommation d'énergie primaire de l'Afrique du Sud atteignait 4,85 EJ en 2023, soit 0,8 % du total mondial et 23,2 % du total africain. Elle se répartissait en 94,6 % de combustibles fossiles (68,7 % de charbon, 22,5 % de pétrole, 3,5 % de gaz naturel), 1,6 % de nucléaire et 4,1 % d'énergies renouvelables. Sa consommation par habitant s'élevait à 80,3 GJ, niveau supérieur de 4 % à la moyenne mondiale : 77 GJ et 5,6 fois supérieur à la moyenne africaine : 14,3 GJ, mais inférieur de 40 % à celui de la France : 133,8 GJ et de 71 % à celui des États-Unis : 277,3 GJ.
| Source                                                  | 1990  | %    | 2000  | %    | 2010  | %    | 2020  | %    | 2021  | % 2021 | var. 2021/1990 |
| Charbon                                                 | 2 786 | 74,2 | 3 424 | 74,9 | 4 213 | 74,9 | 3 837 | 73,5 | 3 655 | 70,3 % | +31 %          |
| Pétrole                                                 | 380   | 10,1 | 450   | 9,8  | 739   | 16,2 | 791   | 15,2 | 943   | 18,1 % | +148 %         |
| Gaz naturel                                             | 63    | 1,7  | 59    | 1,3  | 162   | 3,5  | 176   | 3,4  | 153   | 2,9 %  | +143 %         |
| Total fossiles                                          | 3 229 | 86,0 | 3 933 | 86,0 | 5 114 | 94,6 | 4 805 | 92,0 | 4 751 | 91,4 % | +47 %          |
| Nucléaire                                               | 92    | 2,5  | 142   | 3,1  | 132   | 2,9  | 108   | 2,1  | 135   | 2,6 %  | +46 %          |
| Hydraulique                                             | 4     | 0,1  | 4     | 0,1  | 8     | 0,2  | 5     | 0,1  | 7     | 0,14 % | +101 %         |
| Biomasse-déchets                                        | 436   | 11,6 | 447   | 9,8  | 381   | 8,3  | 256   | 4,9  | 249   | 4,8 %  | -43 %          |
| Solaire, éolien                                         | 0     |      | 0     |      | 3     | 0,06 | 61    | 1,2  | 71    | 1,4 %  | ns             |
| Total EnR                                               | 440   | 11,7 | 451   | 9,9  | 391   | 8,6  | 323   | 6,2  | 328   | 6,3 %  | -25 %          |
| Solde échanges électricité                              | -5    | -0,1 | 44    | 1,0  | -9    | -0,2 | -14   | -0,3 | -13   | -0,2 % | ns             |
| Total                                                   | 3 756 | 100  | 4 570 | 100  | 5 629 | 100  | 5 222 | 100  | 5 201 | 100 %  | +38 %          |
| Source des données : Agence internationale de l'énergie |       |      |       |      |       |      |       |      |       |        |                |

## Consommation finale d'énergie
La consommation finale d'énergie en Afrique du Sud (après raffinage, transformation en électricité, transport, etc) a évolué comme suit :
| Source                                                  | 1990  | %    | 2000  | %    | 2010  | %    | 2020  | %    | 2021  | % 2021 | var. 2021/1990 |
| Charbon                                                 | 684   | 32,0 | 667   | 29,1 | 645   | 24,6 | 607   | 24,4 | 611   | 23,7 % | -11 %          |
| Produits pétroliers                                     | 631   | 29,5 | 668   | 29,2 | 931   | 35,5 | 937   | 37,7 | 1 012 | 39,2 % | +60 %          |
| Gaz naturel                                             | 0     |      | 0     |      | 34    | 1,3  | 74    | 3,0  | 79    | 3,1 %  | ns             |
| Total fossiles                                          | 1 316 | 61,6 | 1 335 | 58,3 | 1 610 | 61,5 | 1 618 | 65,2 | 1 702 | 66,0 % | +29 %          |
| Solaire thermique                                       | 0     |      | 0     |      | 3     | 0,1  | 5     | 0,2  | 5     | 0,2 %  | ns             |
| Biomasse-déchets                                        | 323   | 15,1 | 330   | 14,4 | 278   | 10,6 | 179   | 7,2  | 175   | 6,8 %  | -46 %          |
| Électricité                                             | 499   | 23,3 | 627   | 27,4 | 730   | 27,8 | 681   | 27,4 | 696   | 27,0 % | +40 %          |
| Total                                                   | 2 137 | 100  | 2 291 | 100  | 2 620 | 100  | 2 483 | 100  | 2 579 | 100 %  | +21 %          |
| Source des données : Agence internationale de l'énergie |       |      |       |      |       |      |       |      |       |        |                |

| Filière                                                 | 1990  | %    | 2000  | %    | 2010  | %    | 2020  | %    | 2021  | % 2021 | var. 2021/1990 |
| Industrie                                               | 909   | 42,5 | 858   | 37,5 | 1 077 | 41,1 | 951   | 38,3 | 969   | 37,6 % | +7 %           |
| Transport                                               | 431   | 20,2 | 516   | 22,5 | 664   | 25,4 | 624   | 25,1 | 679   | 26,3 % | +57 %          |
| Résidentiel                                             | 434   | 20,3 | 445   | 19,4 | 436   | 16,6 | 425   | 17,1 | 425   | 16,5 % | -2 %           |
| Tertiaire                                               | 100   | 4,7  | 92    | 4,0  | 155   | 5,9  | 185   | 7,4  | 190   | 7,4 %  | +91 %          |
| Agriculture                                             | 54    | 2,5  | 59    | 2,6  | 65    | 2,5  | 74    | 3,0  | 79    | 3,1 %  | +48 %          |
| Non spécifié                                            | 33    | 1,5  | 4     | 0,2  | 41    | 1,6  | 38    | 1,5  | 42    | 1,6 %  | +28 %          |
| Usages non énergétiques (chimie)                        | 177   | 8,3  | 237   | 10,3 | 182   | 6,9  | 185   | 7,5  | 196   | 7,6 %  | +11 %          |
| Total                                                   | 2 137 | 100  | 2 291 | 100  | 2 620 | 100  | 2 483 | 100  | 2 579 | 100    | +21 %          |
| Source des données : Agence internationale de l'énergie |       |      |       |      |       |      |       |      |       |        |                |

## Secteur de l'électricité
Le secteur électrique sud-africain est dominé par la compagnie d'État Eskom, créée en 1923 sous le nom d'Electricity Supply Commission (Escom) ; en juillet 2002, elle a été transformée en société 100 % publique à responsabilité limitée. Eskom produit environ 95 % de l'électricité consommée en Afrique du Sud ; la puissance totale de son parc de centrales est de 41 194 MW ; elle vend directement 45 % de sa production et 55 % sont revendus par des distributeurs, dont les municipalités. La part de l'Afrique du Sud dans la production d'électricité en Afrique était de 38 % en 2012, et les 5 % d'électricité sud-africaine produite hors Eskom  proviennent de quelques mines, industries et municipalités qui gèrent leurs propres centrales et de quelques producteurs indépendants. Eskom exploite (au 31/03/2013) un parc de 27 centrales, dont 13 centrales au charbon assurant 85 % de la puissance totale, 4 centrales à turbines à gaz (5,8 % de la puissance), une centrale nucléaire de deux réacteurs (4,4 %) et 8 centrales hydroélectriques dont deux de pompage-turbinage (3,4 %) et six de type classique (1,4 %).
Eskom se situe au 11e rang mondial en termes de puissance installée (près de 43 000 MW installés), et à la 8e position pour les ventes. Eskom est le principal animateur du Pool Électrique Sud-Africain (SAPP), créé en août 1995 quand une majorité des pays membres de la Communauté pour le Développement de l’Afrique Australe (SADC) signa un accord intergouvernemental. Eskom représente 3 % du PIB sud-africain.
L'économie sud-africaine est gravement pénalisée par les coupures d'électricité : le PIB devrait progresser de 2 % en 2015, alors qu'il aurait pu gagner un point supplémentaire si les pénuries d'électricité n'étaient pas venues brider la croissance et freiner les investisseurs, selon les économistes d'Efficient Group Ltd. Si la production d'électricité avait été suffisante depuis 2007, sans délestages, la taille de l'économie serait aujourd'hui supérieure de 10 % à ce qu'elle est.
Les délestages tournants du vendredi 5 et du samedi 6 décembre 2014, évalués à un niveau 3 (sur une échelle de 4), ont été les plus importants provoqués par Eskom depuis 7 ans ; les clients ont été privés de 10 % de leur approvisionnement en électricité.
En mars 2019, Eskom a atteint le « niveau 4 », stade ultime de son programme de délestages tournants : chaque jour, 4 000 MW de demande sont privés d'alimentation, car sa capacité de production actuelle est limitée à 28 000 MW sur 45 000 MW de capacité nominale.
Le président Cyril Ramaphosa a promis dans son discours sur l'état de la nation en début d'année 2019 de lancer un plan d'action pour renverser la donne, avec l'établissement de trois entités séparées (production, transport et distribution) « pour isoler les coûts et pour que chaque entité ait sa part de responsabilité » ; le gouvernement s'est également engagé à maintenir la compagnie à flot en la finançant à hauteur de 4,3 milliards d'euros sur trois ans, mais le ministre des Finances Tito Mboweni a refusé de reprendre sa dette de 26 milliards d'euros. Le président du conseil d‘administration d'Eskom, Jabu Mabuza, admet devant le juge Zondo que la compagnie était jusqu'à présent « le principal théâtre où ont prospéré la corruption et la capture de l'Etat ».
En décembre 2019, Eskom doit à nouveau recourir à des délestages tournants. Le 16 décembre, l'entreprise a même dû couper 6 000 MW sur sa capacité de production de 44 000 MW. Les plus vieilles centrales souffrent d'un grave manque de maintenance et les nouveaux équipements, les deux méga-centrales Medupi et Kusile, ne sont toujours pas terminées, coûtent beaucoup plus cher que prévu, et ne produisent qu'une fraction de leur capacité. De nombreuses entreprises publiques ont été minées depuis une dizaine d'années par la corruption, les embauches sur critères politiques, les départs des personnes les plus compétentes et des signatures de contrats douteux. La dtte d'Eskom atteint 26 milliards d'euros.
En novembre 2021, lors de la COP26, plusieurs pays développés, dont la France et l'Allemagne, s'engagent à mobiliser jusqu'à 8,5 milliards de dollars pour financer la transition énergétique de l'Afrique du Sud. Ce partenariat inédit porte sur des subventions et des prêts, des dispositifs de partage des risques et associe le secteur privé. La fermeture des centrales à charbon du pays devrait s'en trouver accélérée.
En février 2023, le président sud-africain Cyril Ramaphosa déclare l'état de catastrophe nationale et le ministère de l'Economie annonce la reprise de plus de la moitié de la dette d'Eskom, soit quelque 13 milliards d'euros. En mars 2023, le chef de l'État nomme un ministre de l'Électricité, qui sera directement rattaché à la présidence et dont « la tâche principale sera de diminuer de façon significative l'intensité et la fréquence des délestages ». Le PDG d'Eskom, André de Ruyter, a démissionné et a accusé, sur une chaîne TV sud-africaine privée, l'ANC au pouvoir d'être, aujourd'hui encore, complice d'actes de détournement au sein de l'entreprise publique, en cheville avec des cartels mafieux.

### Production d'électricité
En 2023, selon les estimations de l'Energy Institute, l'Afrique du Sud a produit 224,4 TWh d'électricité, en baisse de 4,4 % en 2023 et de 12,4 % depuis 2013, au 1er rang africain avec 24,9 % de la production africaine et 0,7 % de la production mondiale. Cette production se répartissait en 85 % de combustibles fossiles (charbon : 82,8 %, pétrole : 2,1 %), 4,0 % de nucléaire, 9 % d'énergies renouvelables et 2,1 % d'autres sources (déchets non renouvelables, pompage-turbinage, etc). La production à partir des énergies renouvelables est estimée à 20,1 TWh (9,0 %), dont 11,6 TWh d'éolien (5,2 %), 6,4 TWh de solaire (2,9 %), 1,7 TWh d'hydroélectricité (0,8 %) et 0,4 TWh de biomasse et déchets (0,2 %).
| Source                                                  | 1990  | %    | 2000  | %    | 2010  | %    | 2020  | %    | 2021  | % 2021 | var. 2021/1990 |
| Charbon                                                 | 155,9 | 93,2 | 193,4 | 91,8 | 241,9 | 93,2 | 210,4 | 87,8 | 209,6 | 85,7 % | +34 %          |
| Pétrole                                                 | 0     |      | 0     |      | 0,2   | 0,1  | 0,3   | 0,1  | 0,3   | 0,1 %  | ns             |
| Total fossiles                                          | 155,9 | 93,2 | 193,4 | 91,8 | 242,1 | 93,2 | 210,7 | 88,0 | 209,9 | 85,9 % | +35 %          |
| Nucléaire                                               | 8,4   | 5,1  | 13,0  | 6,2  | 12,1  | 4,7  | 9,9   | 4,1  | 12,4  | 5,1 %  | +46 %          |
| Hydraulique                                             | 2,85  | 1,7  | 3,9   | 1,9  | 5,1   | 2,0  | 6,2   | 2,6  | 6,8   | 2,8 %  | +138 %         |
| Biomasse-déchets                                        | 0     |      | 0,3   | 0,15 | 0,3   | 0,11 | 0,4   | 0,1  | 0,3   | 0,1 %  | ns             |
| Éolien                                                  | 0     |      | 0     |      | 0,03  | 0,01 | 6,6   | 2,8  | 8,4   | 3,4 %  | ns             |
| Solaire PV                                              | 0     |      | 0     |      | 0     |      | 4,1   | 1,7  | 5,0   | 2,1 %  | ns             |
| Solaire thermodyn.                                      | 0     |      | 0     |      | 0     |      | 1,6   | 0,7  | 1,7   | 0,7 %  | ns             |
| Total EnR                                               | 2,85  | 1,7  | 4,2   | 2,0  | 5,4   | 2,1  | 18,9  | 7,9  | 22,1  | 9,1 %  | +677 %         |
| Total                                                   | 167,2 | 100  | 210,7 | 100  | 259,6 | 100  | 239,5 | 100  | 244,4 | 100 %  | +46 %          |
| Source des données : Agence internationale de l'énergie |       |      |       |      |       |      |       |      |       |        |                |

La production d'électricité en Afrique du Sud a progressé de 0,3 % en 2018 (255,96 TWh) par rapport à 2017.
La production d'électricité de l'Afrique du Sud a été de 252,6 TWh en 2014, en recul de 1,4 % par rapport aux 256,1 TWh produits en 2013 ; ce déclin dure depuis quatre ans, le pic de production ayant été atteint en 2011 avec 262,5 TWh. Eskom a produit 95 % de l'électricité sud-africaine. Les exportations (13,8 TWh) ont baissé de 0,7 % et les importations (11,2 TWh) ont augmenté de 18,6 %. Après déduction des 18,5 TWh consommés par les centrales, l'électricité disponible pour la consommation a été de 231,4 TWh en 2014, en recul de 0,7 % par rapport aux 233,1 TWh de 2013.
La marge de sécurité entre la demande de pointe et la puissance installée totale du parc électrique sud-africain est très faible ; en novembre 2013, Eskom a demandé à ses principaux clients industriels de réduire leur demande d'électricité de 10 % pendant les heures de pointe de demande.
Dans le but de mettre fin aux pénuries, de moderniser des infrastructures obsolètes et de diversifier son mix énergétique excessivement dépendant du charbon, l’Afrique du Sud s’est engagée dans un programme d’expansion de ses capacités de production. Dans 
son Plan national de gestion intégrée des ressources (National Integrated Resource Plan –IRP 2010), le gouvernement a défini les choix énergétiques du pays sur un horizon de 20 ans et s’est engagé à construire 9,6 GW de nouvelles capacités de production nucléaires, 6,3 GW de nouvelles centrales au charbon, 17,8 GW de capacités de production renouvelables et 8,9 GW de capacités non spécifiées.
Eskom s’est ainsi lancé dans un programme d’expansion de ses capacités. Les projets actuellement en cours de réalisation visent à augmenter la production de 11 126 MW entre 2013 et 2018/19 par la construction de deux centrales au charbon, Medupi et Kusile (4 800 MW chacune), de la centrale hydroélectrique d’Ingula (1 332 MW), la remise en service des anciennes centrales au charbon de Grootvlei (30 MW) et Komati (100 MW) et la réalisation d’un parc éolien de 100 MW dans la province du Cap occidental.
Le Department of Energy (DoE) souhaite renforcer à moyen terme la place des Independent Power Producers (IPP) dans la production nationale d’électricité.
L’objectif affiché est d’atteindre un partage à 30 % d’électricité produite par les 
IPP et 70 % par Eskom. Le DoE a donc lancé en 2010 une réforme institutionnelle visant à créer un opérateur indépendant, l’Independent System and Market Operator (ISMO), qui serait chargé de l’achat et de la revente de l’électricité, ainsi que de la 
possession et de l’exploitation des infrastructures de transport de l’électricité. Mais ce projet reste bloqué par de fortes oppositions.
Au cours de l'année 2013-14, Eskom a acheté 3 671 GWh aux Independent Power Producers, soit 1,4 % de la production du pays.

#### Centrales thermiques classiques
L'Afrique du Sud se classait au 8e rang mondial pour la production d'électricité à partir du charbon en 2023, avec 185,9 TWh, soit 1,8 % du total mondial, loin derrière la Chine, no 1 mondial avec 5 754 TWh (54,7 %).
Les deux centrales à charbon géantes Medupi (à l'est de Johannesbourg) et Kusile (au nord, à la frontière avec le Botswana) de 9 600 MW à elles deux, dont la construction lancée en 2007 devait éliminer la pénurie d'électricité, ont tourné au désastre : la construction, toujours en cours en 2019, a pris près de cinq ans de retard, le coût a plus que doublé, et ces installations ne produisent qu'une fraction de ce qui était attendu.

Centrales thermiques sud-africaines
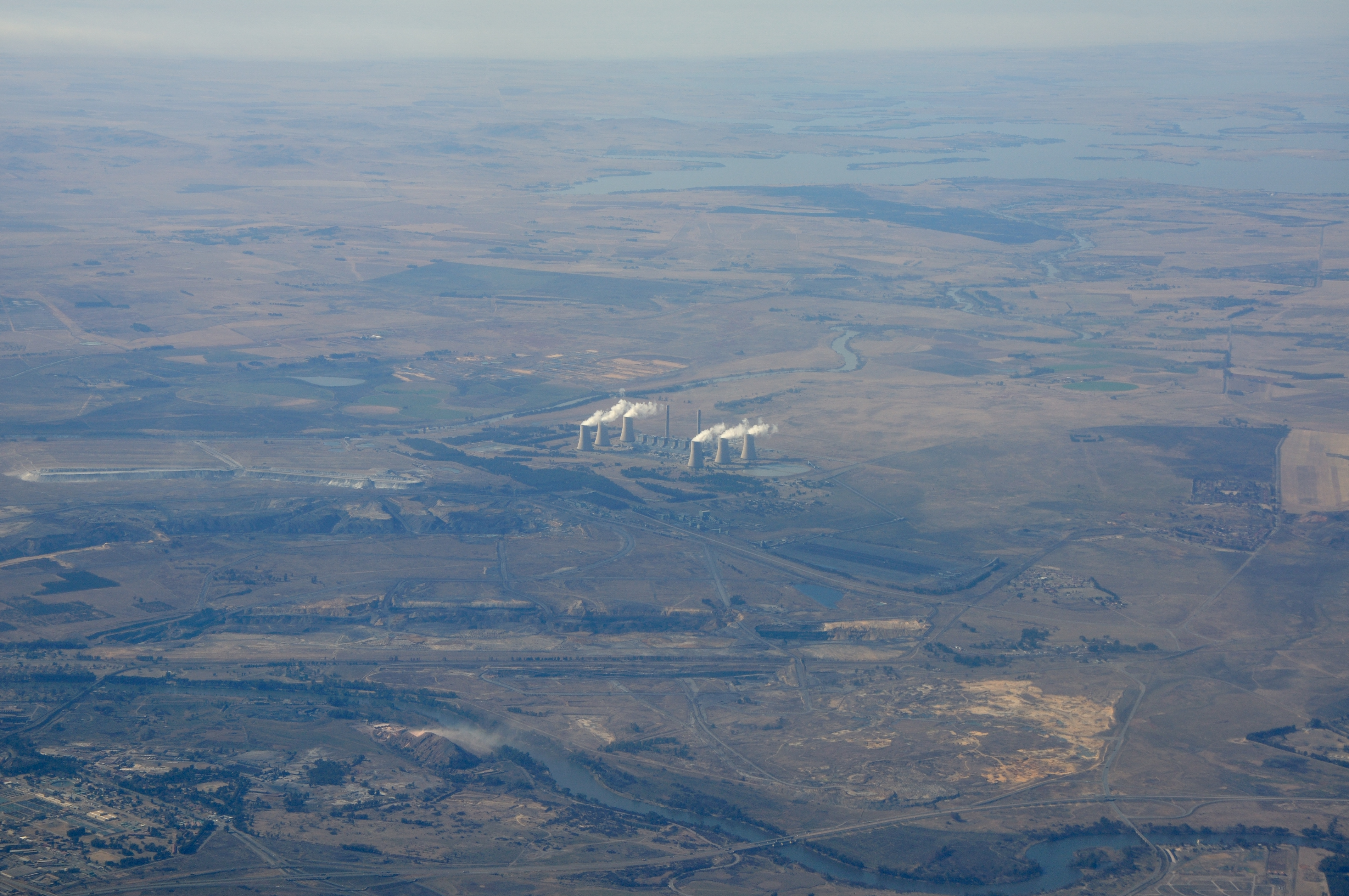
Centrale thermique de Lethabo.
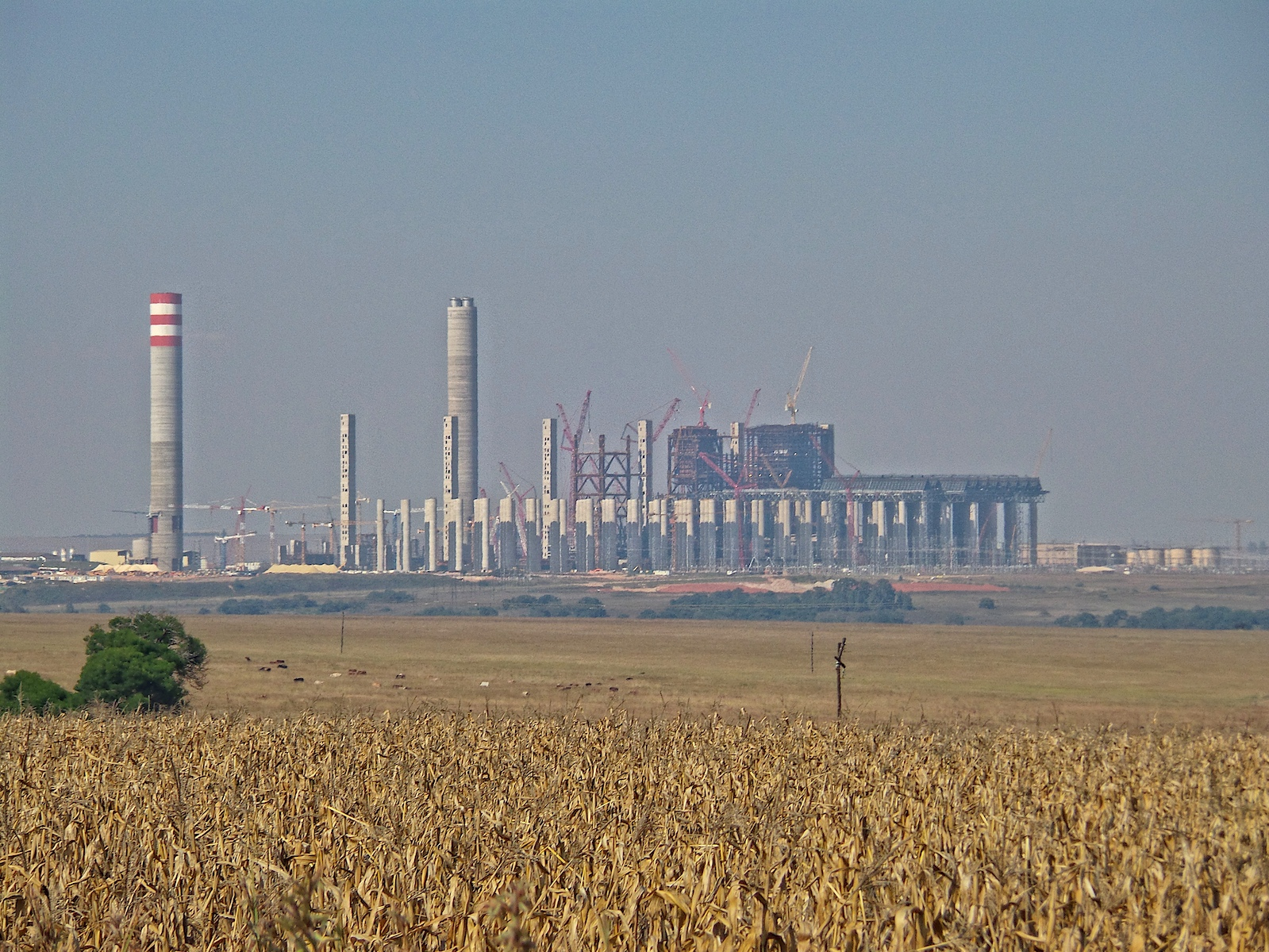
Centrale thermique de Kusile.
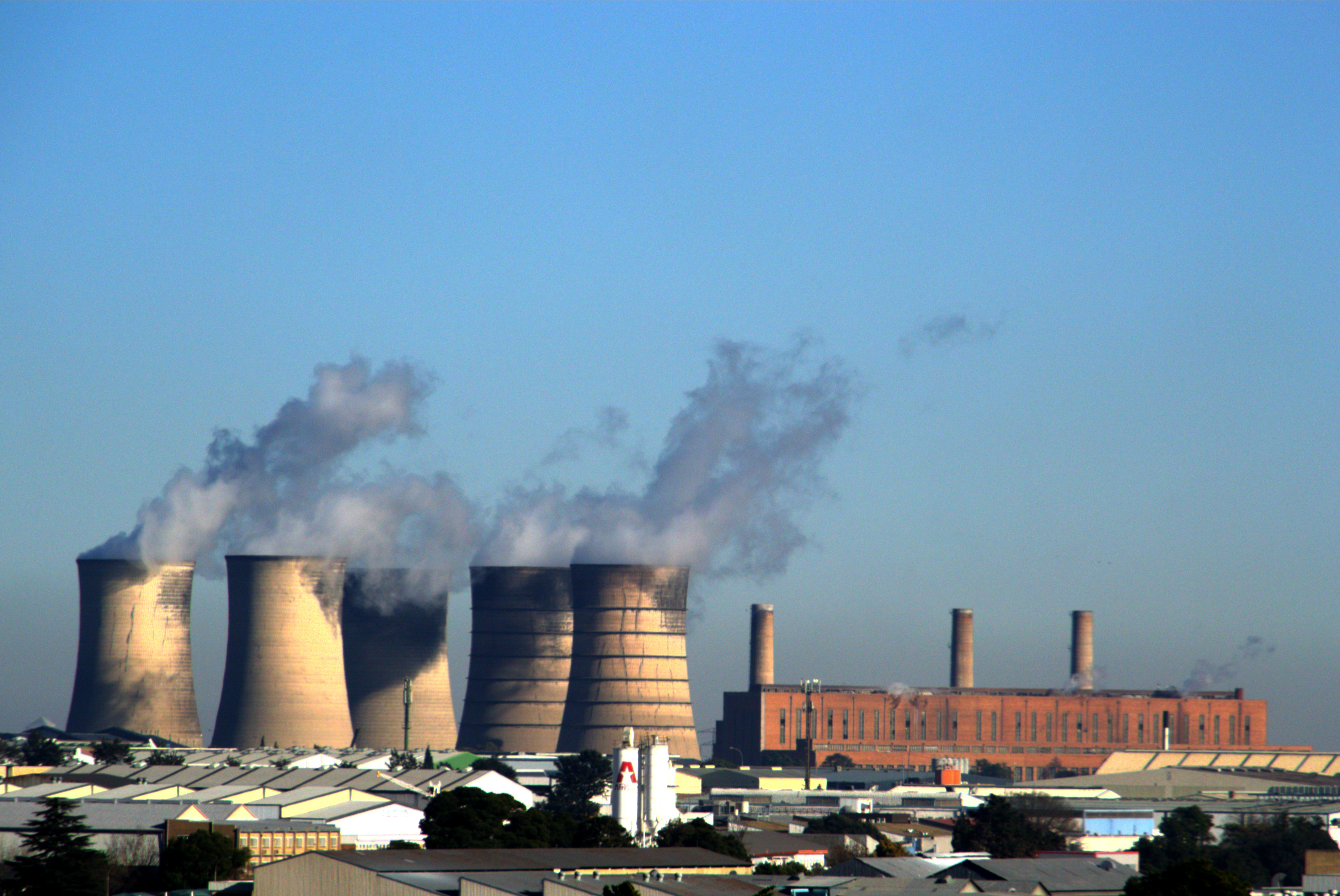
Centrale électrique à Johannesbourg, juin 2014.
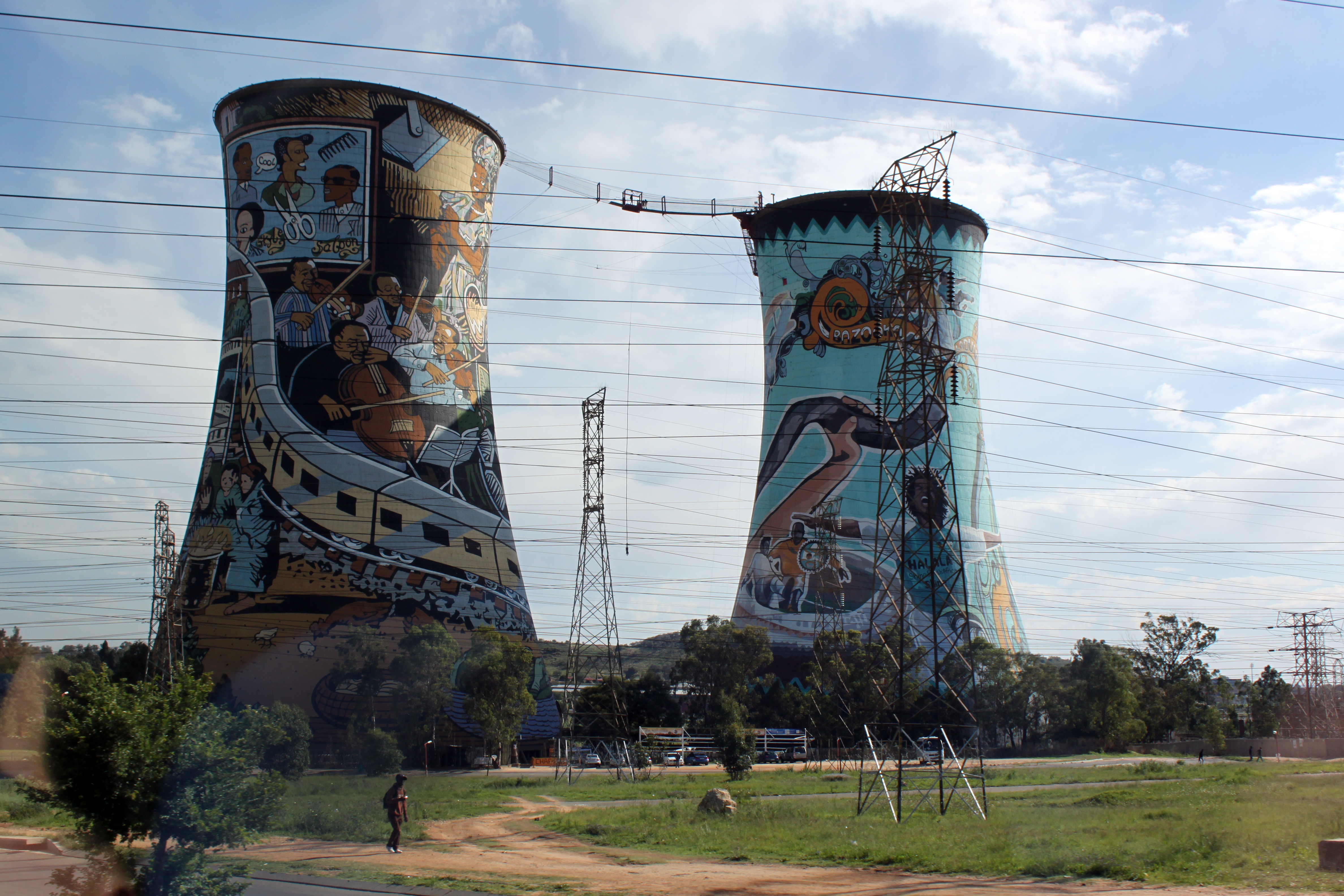
Centrale d'Orlando à Soweto.

| Centrale                  | Puissance (MW) | Combustible                 | Mise en service | Localité                       | Province       | Propriétaire |
| Kendal,                   | 4 116          | charbon                     | 1988-93         | Witbank                        | Mpumalanga     | Eskom        |
| Majuba,                   | 4 110          | charbon                     | 1996            | entre Volksrust et Amersfoort  | Mpumalanga     | Eskom        |
| Matimba,                  | 3 990          | charbon                     | 1985-90         | Lephalale                      | Limpopo        | Eskom        |
| Lethabo,                  | 3 708          | charbon                     | 1985-90         | entre Vereeniging et Sasolburg | État-Libre     | Eskom        |
| Tutuka,                   | 3 654          | charbon                     | 1985-90         | Standerton                     | Mpumalanga     | Eskom        |
| Matla,                    | 3 600          | charbon                     | 1979-83         | Secunda                        | Mpumalanga     | Eskom        |
| Duvha,                    | 3 600          | charbon                     | 1980-84         | Witbank                        | Mpumalanga     | Eskom        |
| Kriel,                    | 2 850          | charbon                     | 1976-79         | entre Kriel et Ogies           | Mpumalanga     | Eskom        |
| Arnot,                    | 2 100          | charbon                     | 1971-75         | Middelburg                     | Mpumalanga     | Eskom        |
| Hendrina,                 | 2 000          | charbon                     | 1970-77         | Middelburg                     | Mpumalanga     | Eskom        |
| Ankerlig,                 | 1 327          | diesel oil (turbines à gaz) | 2007-09         | Atlantis                       | Cap-Occidental | Eskom        |
| Centrales en construction |                |                             |                 |                                |                |              |
| Medupi,                   | 4 764          | charbon                     | 2015-17         | Lephalale                      | Limpopo        | Eskom        |
| Kusile,                   | 4 800          | charbon                     | 2017-19         | Witbank                        | Mpumalanga     | Eskom        |

#### Centrales nucléaires

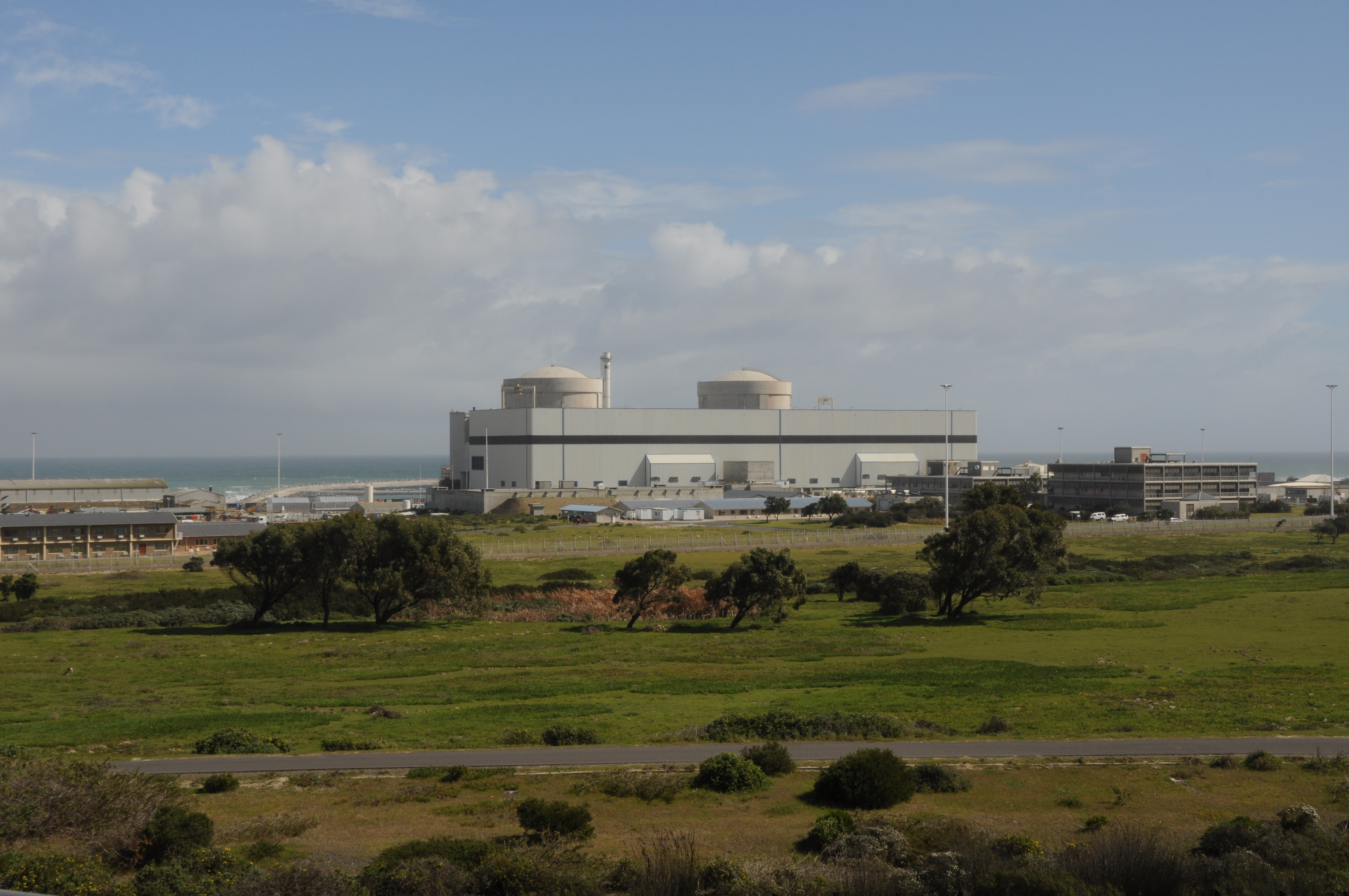
Centrale nucléaire de Koeberg en 2010.

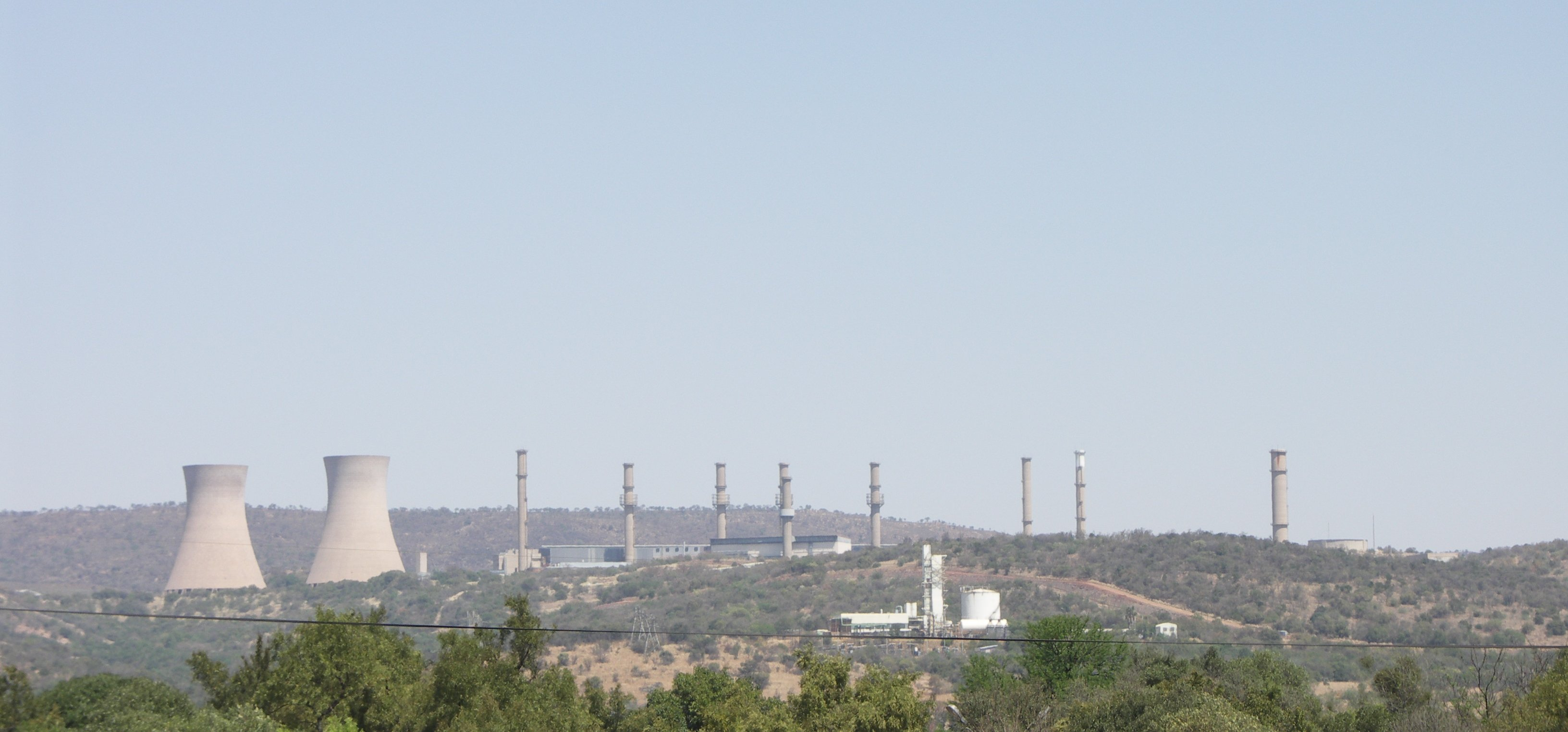
centre de recherche nucléaire de Pelindaba.

En 2023, selon l'Energy Institute, les réacteurs nucléaires en fonctionnement en Afrique du Sud ont produit 8,9 TWh, après 12,4 TWh en 2021 et 10,1 TWh en 2022 ; sa part de la production nucléaire mondiale est de 0,3 %. La part du nucléaire dans la production d'électricité de l'Afrique du Sud atteint 4,0 % contre 5,1 % en 2021.
Selon l'AIEA, au 8 septembre 2024, l'Afrique du Sud exploite 2 réacteurs nucléaires totalisant 1 854 MW de puissance installée, à la centrale nucléaire de Koeberg, dont la production nette de 8,1 TWh en 2023 représente 4,4 % de la production d'électricité du pays.
La centrale nucléaire de Koeberg, située sur la côte atlantique à 30 km au nord de la ville du Cap, a été construite de 1976 à 1985 par un  consortium d'entreprises françaises composé de Spie Batignolles pour le génie civil, d'Alstom pour l'îlot conventionnel et de Framatome (devenu depuis lors Areva) pour la partie nucléaire. Elle comprend deux tranches de technologie REP de 920 MW chacun. Elle appartient et est exploitée par le fournisseur d'électricité national Eskom.
De 1993 à 2010, un réacteur nucléaire à lit de boulets (Pebble Bed Modular Reactor - PBMR) était en développement par la société sud-africaine PBMR (Pty) Ltd. Le projet prévoyait la construction d'une centrale de démonstration près de la centrale de Koeberg et d'une usine de combustible à Pelindaba. Ce projet a été abandonné en septembre 2010.
En 2007, la direction d'Eskom a approuvé un plan pour doubler la capacité de production à 80 GW en 2030, dont 20 GW de nucléaire, portant la part du nucléaire dans la production à 25 %. Le programme prévoyait de lancer dès 2010 la construction de 4 GW de REP pour mise en service en 2016 ; cinq sites étaient envisagés et le choix de la technologie devait être arrêté en 2008, entre l'EPR d'Areva et l'AP1000 de Westinghouse. chacun de ces deux candidats proposait de construire les 20 GW : le consortium mené par Areva avec EDF, Bouygues et le groupe sud-africain d'ingénierie Aveng proposait deux EPR de 1 600 MW chacun pour la première étape, puis dix EPR supplémentaires d'ici 2030, et Westinghouse, allié avec le groupe Shaw et le groupe sud-africain d'ingénierie Murray & Roberts proposait 17 AP1000 d'ici 2025 ainsi que le développement du projet PBMR. Mais en décembre 2008 Eskom annonça son renoncement aux deux propositions pour cause d'insuffisance de financement, et le gouvernement confirma un report de plusieurs années.
Le Plan de développement des ressources électriques (Integrated Electricity Resource Plan - IRP) 2010-2030 adopté par le gouvernement en mars 2011 prévoyait 52 GW de nouvelles capacités d'ici 2030, dont au moins 9,6 GW de nucléaire, portant la part du nucléaire dans la production électrique en 2030 à 13,4 %. En novembre 2011, le National Nuclear Energy Executive Coordination Committee (NNEECC) fut institué en tant qu'autorité décisionnelle et de supervision du programme de développement nucléaire. Alors que l'avant-projet de l'IRP prévoyait six réacteurs de 1 600 MW mis en service à intervalles de 18 mois à partir de 2023, Eskom s'est déclarée à la recherche d'options à moindre coût que les EPR et AP1000, y compris des modèles de 2e génération tels que le chinois CPR-1000 ou le sud-coréen OPR, qui offrent des coûts d'investissement au kW moitié moins cher que l'EPR ou l'AP1000. Un rapport sur la sûreté doit être soumis au Régulateur nucléaire national avant la décision finale. Après l'accident de Fukushima, il est probable que le choix se portera sur un modèle de 3e génération.
En novembre 2013, Necsa a signé un accord-cadre avec le russe NIAEP-Atomstroyexport et sa filiale Nukem Technologies pour développer un partenariat stratégique portant sur les centrales nucléaires et la gestion des déchets, avec une assistance financière de la Russie. Rosatom déclara alors que ce partenariat impliquait la prise en charge complète du programme nucléaire de 9,6 GW, soit huit réacteurs.
Le 18 août 2014, Eskom a annoncé la signature d'un contrat avec Areva pour le remplacement de six générateurs de vapeur de la centrale de Koeberg, prévu en 2018.
En septembre 2014, le russe Rosatom a signé un accord avec le ministère de l'énergie sud-africain pour faire avancer la perspective de la construction de 9,6 GW d'ici 2030. Necsa a déclaré que cet accord ne porte que sur les modalités de fournitures des prestations au cas où la Russie serait choisie et que des accords similaires seront signés avec d'autres vendeurs ayant exprimé leur intérêt. En octobre 2014, un accord de coopération nucléaire a été signé avec la France, et un autre en novembre 2014 avec la Chine, suivi d'accords avec China National Nuclear Corporation (CNNC) et Industrial & Commercial Bank of China. Des accords existent déjà avec les États-Unis et la Corée du Sud, et un accord est en négociation avec la Japon.
Dans son discours annuel sur l'état de la nation en février 2015, le président sud-africain Jacob Zuma a réaffirmé l'objectif de 9,6 GW d'ici 2030 et la date de 2023 pour la mise en service du premier réacteur ; il a précisé que des offres seraient demandées aux États-Unis, à la Chine, à la France, à la Russie et à la Corée du Sud.
La procédure d'étude d'impact environnemental initiée en 2006 a confirmé la sélection de trois sites possibles : Thyspunt, Bantamsklip et Duynefontein, ce dernier étant très proche de la centrale existante de Koeberg ; les trois sites sont situés dans la région du Cap ; des études plus approfondies ont débouché sur un rapport d'impact publié en mars 2010 recommandant le site de Thyspunt près d'Oyster Bay dans la province du Cap-Oriental.
Eskom commercialise des services de conversion, enrichissement et fabrication de combustible nucléaire sur les marchés internationaux ; près de la moitié de son enrichissement est confié au russe Tenex, mais l'Afrique du Sud a toujours recherché l'autosuffisance dans le cycle du combustible, objectif qui redevient une priorité du fait du programme nucléaire en préparation. En décembre 2012, une loi sur les ressources minérales a organisé la régulation de la production d'uranium et la stratégie de traitement au niveau national des minéraux stratégiques. L'histoire de l'industrie nucléaire sud-africaine remonte au milieu des années 1940, lorsque fut créée l'organisation qui allait devenir l'Atomic Energy Corporation (AEC). En 1959, le gouvernement approuva la création d'une industrie nucléaire nationale et engagea l'année suivante la construction d'un réacteur de recherche en coopération avec le programme américain Atoms for Peace. Le centre de recherche nucléaire de Pelindaba près de Pretoria fut fondé en 1961 et le réacteur Safari-1 (20 MWt) démarra en 1965. En 1970, l'Uranium Enrichment Corporation (UCOR) fut créée pour bâtir un cycle national complet du combustible nucléaire ainsi que le développement d'armes nucléaires. En 1985, l'UCOR fut incorporée dans l'AEC, qui se transforma, après l'abandon du programme nucléaire militaire en 1991 dans le cadre du Traité de non-prolifération, en South African Nuclear Energy Corporation (Necsa), entreprise publique créée en 1999. Une usine de conversion de 1 200 tU/an fut construite et fonctionna pendant les années 1980 et 1990. L'enrichissement fut entrepris à Valindaba, site contigu à Pelindaba selon le procédé exclusif d'enrichissement par flux laminaire développé en Afrique du Sud d'après un concept allemand. UCOR construisit l'usine pilote d'enrichissement Y-Plant de Valindaba de 1971 à 1975. Les États-Unis stoppèrent alors leurs exportations d'uranium hautement enrichi pour le réacteur Safari-1 en protestation contre la construction de l'usine de Valindaba et le programme nucléaire militaire. Des difficultés techniques empêchèrent l'usine de démarrer jusqu'en 1979 ; elle produisit en 1981 les premiers assemblages d'uranium enrichi à 45 % pour Safari-1. L'usine cessa de fonctionner en 1990 et fut démantelée sous la supervision de l'Agence internationale de l'énergie atomique (AIEA). Sur le site voisin de Pelindaba, la construction d'une usine d'enrichissement semi-commerciale : Z-Plant débuta à la fin des années 1970 ; elle commença à fonctionner en 1984 et atteignit en 1988 sa capacité maximale de 300 000 UTS/an, approvisionnant la centrale de Koeberg en uranium enrichi à 3,25 %. Mais l'usine n'était pas compétitive et fut fermée en 1995, puis déconstruite. Un projet de séparation isotopique par laser fut testé sur un prototype de 1983 à 1997, en coopération avec la Cogema à partir de 1995, puis abandonné pour des raisons techniques et budgétaires.
Le nouveau programme nucléaire lancé à partir de 2007 intégrait la constitution d'une filière complète couvrant l'ensemble du cycle du combustible. Les études initiales de faisabilité du programme de cycle du combustible furent achevées en 2011. Necsa réalisa une étude de pré-faisabilité pour une usine d'enrichissement, en collaboration avec des partenaires potentiels ; elle sera révisée tous les deux ans. Les besoins sont estimés à 465 t/an d'uranium enrichi en 2030. En mars 2013 Westinghouse a signé avec Necsa un accord de coopération pour le développement d'installations locales pour les composants d'assemblages combustibles. En 2012, les capacités envisagées étaient de 1 800 tU/an pour l'usine de conversion, 1,3 million d'UTS/an pour l'usine d'enrichissement (par centrifugation) et 200 tU/an pour celle de fabrication d'assemblages combustibles ; l'ensemble devait être construit sur un même site à partir de 2016, pour entrer en service vers 2026.
Une loi votée en 2008 a prévu l'établissement d'un Institut national de stockage des déchets radioactifs (NRWDI) ; sa création effective a été annoncée en mars 2014. Necsa gère le site national de stockage des déchets de faible et moyenne activité à Vaalputs dans la province du Cap-Septentrional, mise en route en 1986 pour les déchets de Koeberg et financée par Eskom. En 2008 ce site est devenu le site de stockage national des déchets radioactifs, qui sera repris par le NRWDI. Les combustibles usés sont stockés à Koeberg ; Eskom cherche des arrangements pour faire retraiter ces combustibles à l'étranger et utiliser l'oxyde mixte d'uranium et plutonium résultant de ce retraitement.
Le gouvernement annonce en août 2018 la suspension du programme nucléaire ; il donne désormais la priorité aux énergies renouvelables pour sortir de la dépendance au charbon.
Le ministre de l’Énergie et des ressources minérales, Gwede Mantashe, lance en 2019 des pistes de réflexion dans l'objectif d'augmenter la capacité nucléaire à partir de 2045. Il déclare que le pays ne peut se lancer dans le nucléaire « qu'à un rythme et à un prix que le pays peut se permettre [...] Le fait que nous soupçonnions de la corruption [dans l'accord avec la Russie précédemment annoncé] ne signifie pas que le nucléaire n'est pas pertinent pour le pays en 2019 ».
En décembre 2023, le ministre sud-africain en charge de l’électricité, Kgosientsho Ramokgopa, déclare que le pays s’apprête à lancer un appel d’offres pour la construction de 2 500 MW de nucléaire.

#### Énergies renouvelables

##### Hydroélectricité
La production hydroélectrique de l'Afrique du Sud a atteint 6 TWh en 2021, au 11e rang en Afrique avec 4,1 % de la production africaine, loin derrière la Zambie : 15 TWh et le Mozambique : 15 TWh. La puissance installée des centrales hydroélectriques de l'Afrique du Sud totalisait 3 600 MW fin 2021, soit 9,4 % du total africain, au 3e rang derrière l'Éthiopie (4 074 MW) et l'Angola (3 836 MW), mais 81 % de cette puissance est constituée de centrales de pompage-turbinage : 2 912 MW (86 % du total africain).
L'année 2016 a été marquée par la mise en service de la centrale de pompage-turbinage d'Ingula (1 332 MW).
La compagnie nationale d'électricité Eskom supervise la construction de la centrale de pompage-turbinage d'Ingula (1 332 MW), dont les deux premières turbines sont entrées en service début 2016. Elle projette d'importer de l'hydroélectricité du Mozambique, de Zambie, du Zimbabwe et de RDC dans le cadre de la Communauté de développement sud-africaine. L'Afrique du Sud a engagé avec la RDC les études de faisabilité du projet Inga 3 (4 800 MW) et des lignes de transport associées ; la Banque Mondiale a annoncé en 2015 que le chantier commencera en 2017.

Aménagement hydroélectrique du Drakensberg
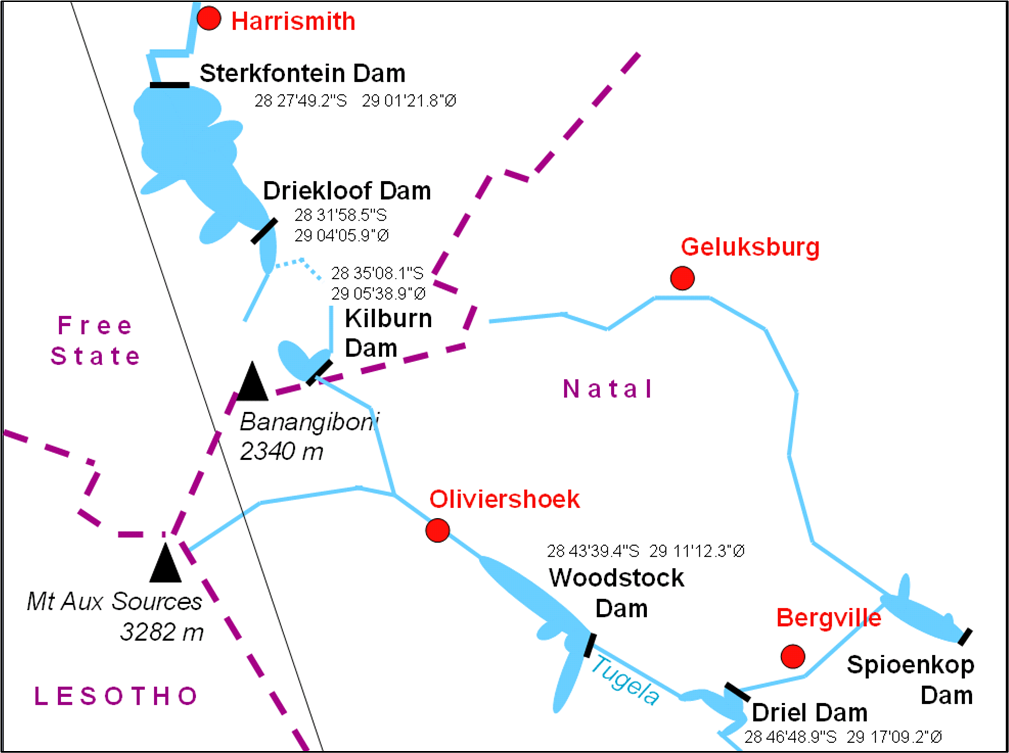
Carte de l'aménagement hydroélectrique du Drakensberg.
Schéma de l'installation de pompage-turbinage du Drakensberg.
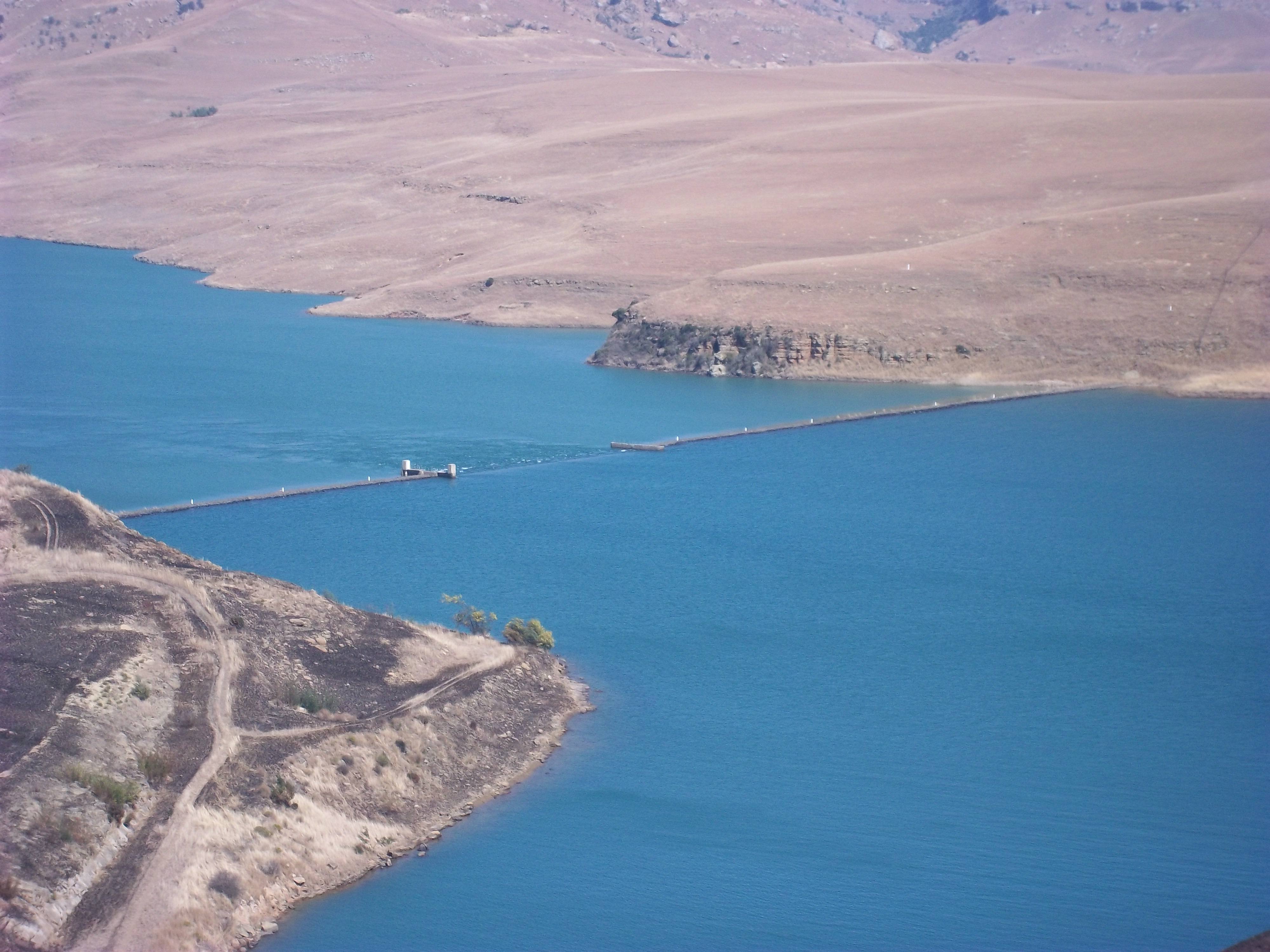
Barrage séparant les réservoirs de Sterkfontein et de Driekloof.
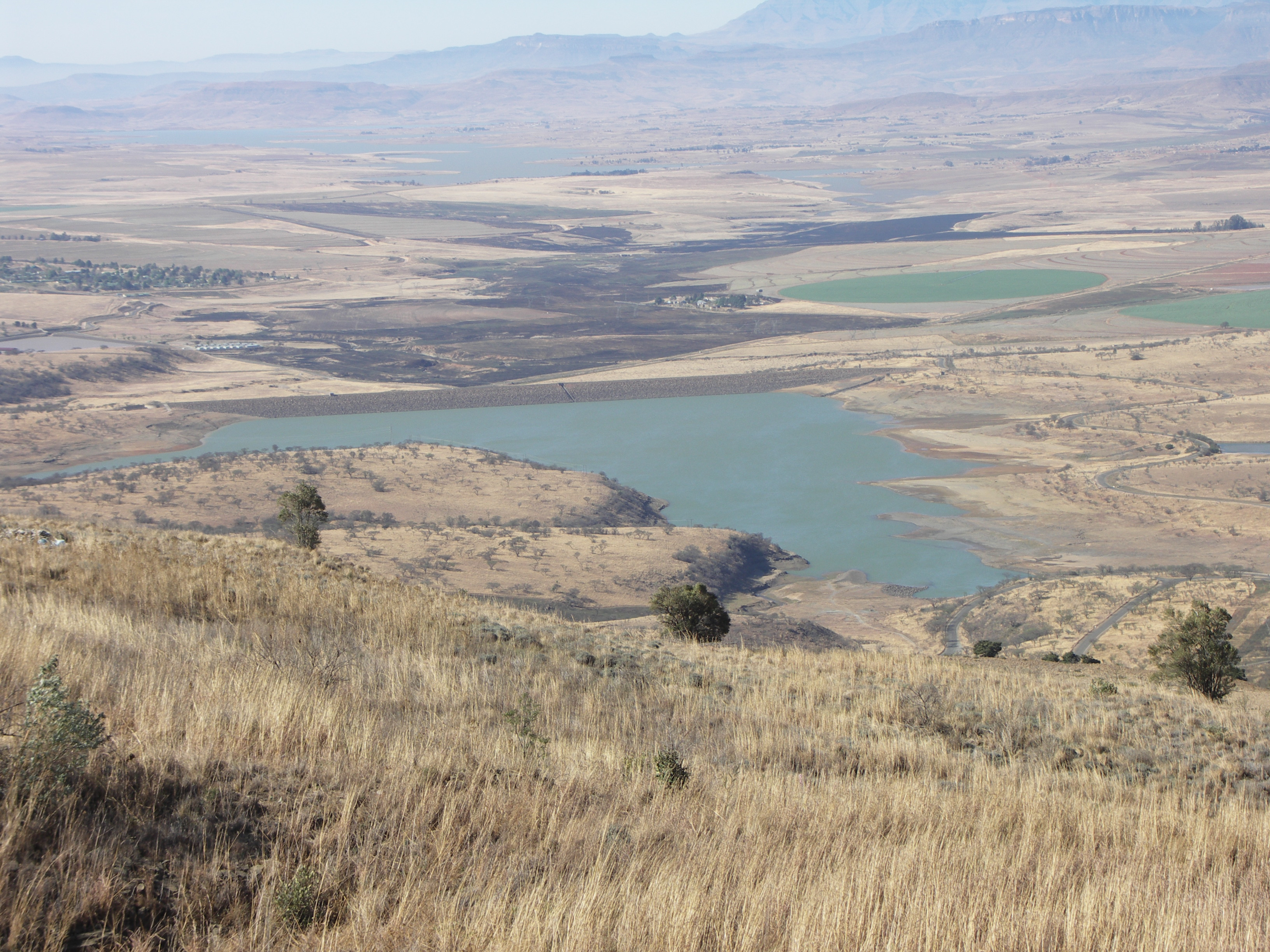
Réservoir de Kilburn.

L'aménagement hydroélectrique le plus important en Afrique du Sud est celui du Drakensberg, situé dans le massif montagneux du même nom, dans les provinces d'État-Libre et du KwaZulu-Natal, près de la ville de Bergville. Cet aménagement est complexe car ses barrages font aussi partie du Tugela Vaal Transfer Scheme, projet d'irrigation permettant le transfert annuel de 630 millions de m3 d'eau du bassin de la Tugela (au KwaZulu-Natal) vers le bassin du Vaal (dans l'État-Libre) au nord. Construit de 1974 à 1981, il comprend quatre barrages sur la rivière Tugela et constitue un équipement de pompage-turbinage d'une puissance de 1 000 MW, dont le rôle est très important pour la régulation de l'équilibre offre-demande d'électricité, grâce à sa capacité de stockage de 27,6 GWh sous la forme d'un volume de stockage de 27 millions de m3 qui lui permet de produire à pleine puissance pendant 10 heures par jour (pendant les heures de forte demande) en turbinant, sous une hauteur de chute de 500 m, l'eau pompée pendant 9 heures par jour (heures creuses) du réservoir inférieur de Kilburn vers le réservoir supérieur de Driekloof. Sa production moyenne sur les trois dernières années a été de 2 041 GWh/an moyennant une consommation d'énergie de 2 766 GWh/an pour le pompage.

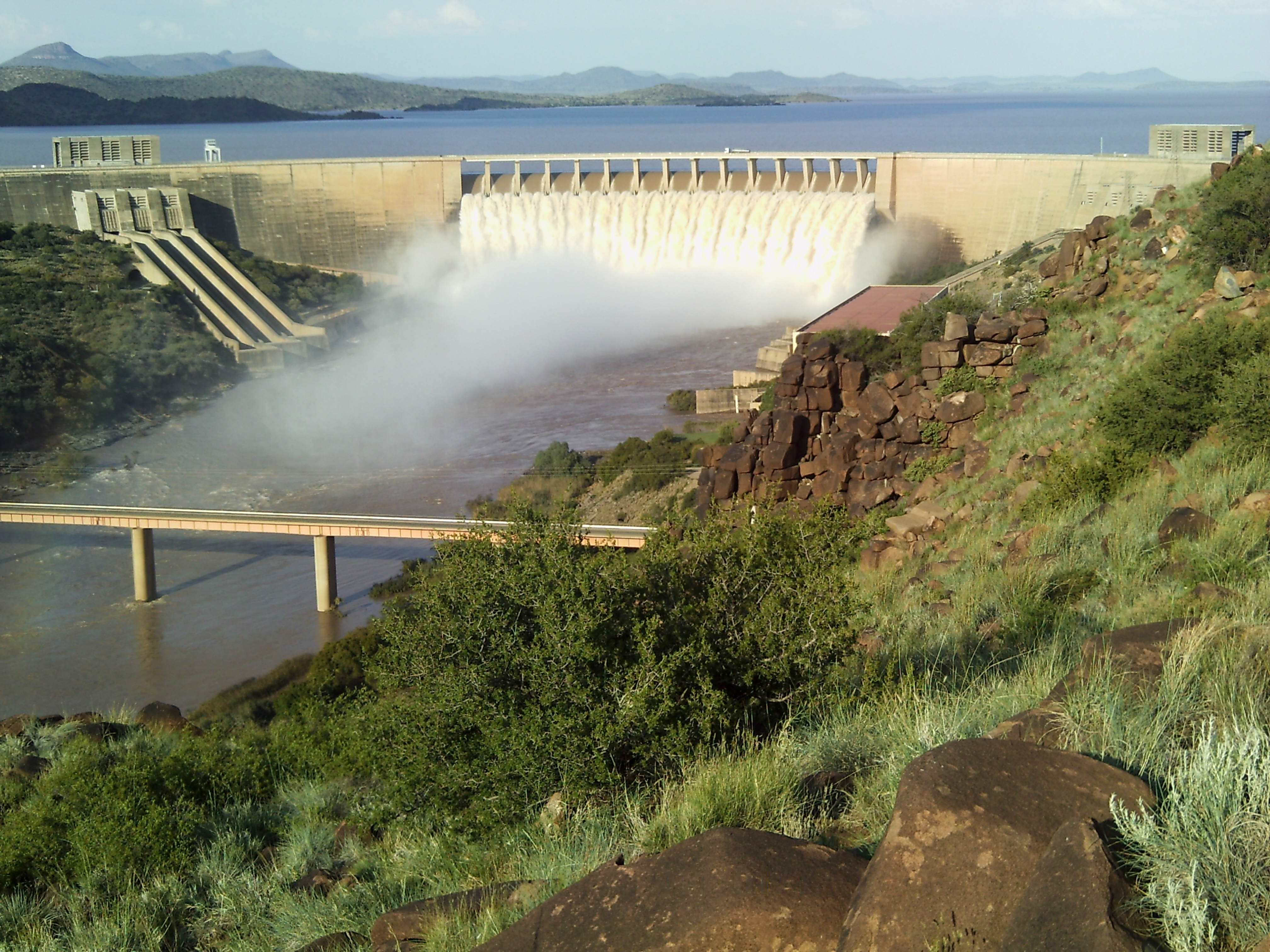
Le barrage de Gariep déversant en 2011.

Le barrage de Gariep, sur le fleuve Orange, près de la ville de Norvalspont à la frontière entre la province du Cap-du-Nord et celle de l'État-Libre, a une puissance de 360 MW. Elle fait partie, avec le barrage de Vanderkloof (240 MW), de l'Orange River Project, aménagement à but multiple (stabilisation du débit, production d'électricité et d'eau potable, irrigation).
La centrale de pompage-turbinage de Palmiet (400 MW) est installée sur la rivière Palmiet, équipée de cinq barrages destinés à l'irrigation et à l'approvisionnement en eau, dans la province du Cap-Occidental près de la ville du Cap.
L'aménagement de pompage-turbinage d'Ingula (1 332 MW), en construction depuis 2005, à 22 km de la ville de Van Reenen, à la frontière des provinces d'État-Libre et du KwaZulu-Natal, devrait être mis en service à la fin de 2015 et sera le plus puissant du pays.

##### Éolien

Parcs éoliens en Afrique du Sud
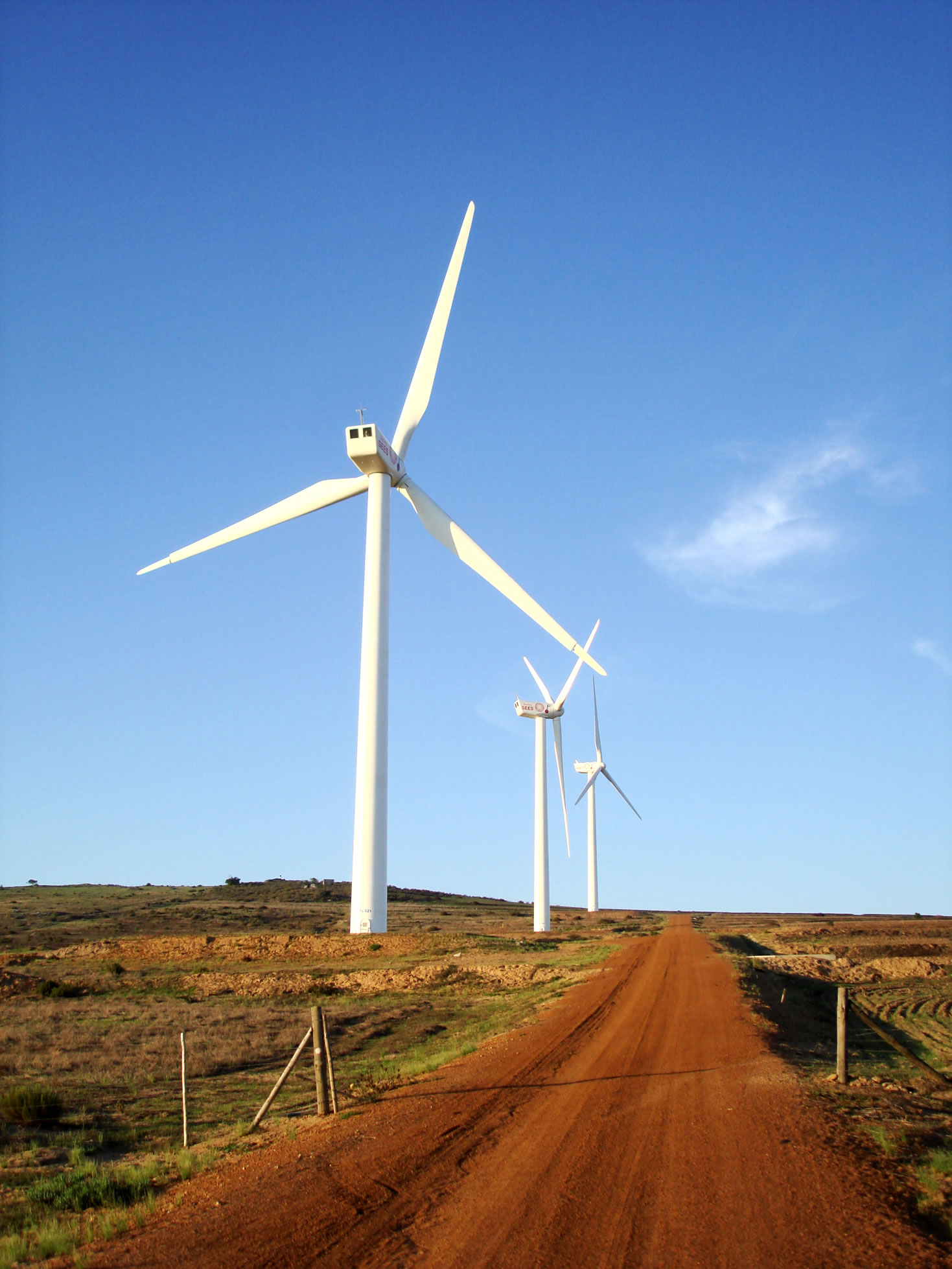
Parc éolien de Darling.
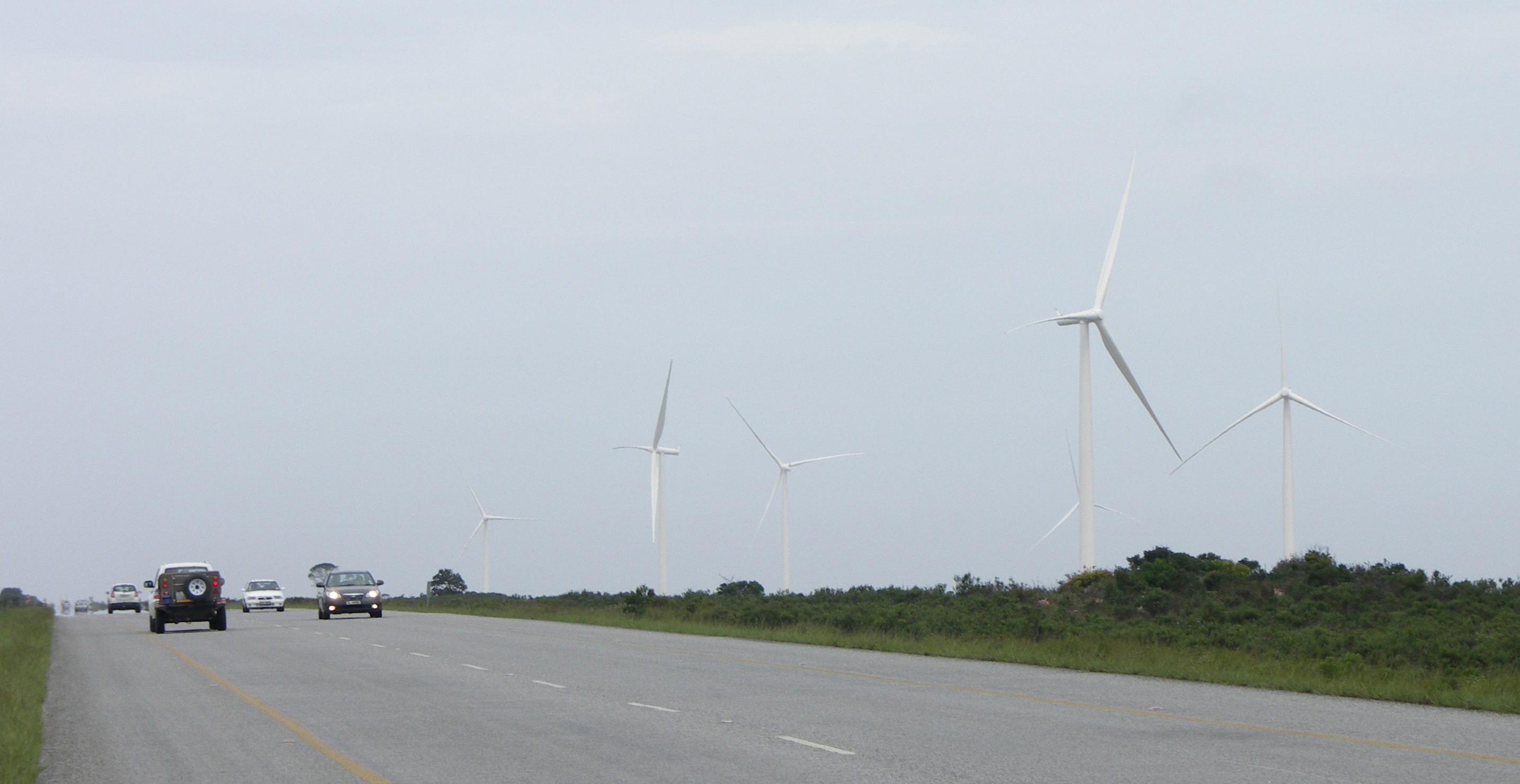
Parc éolien de Jeffreys Bay.
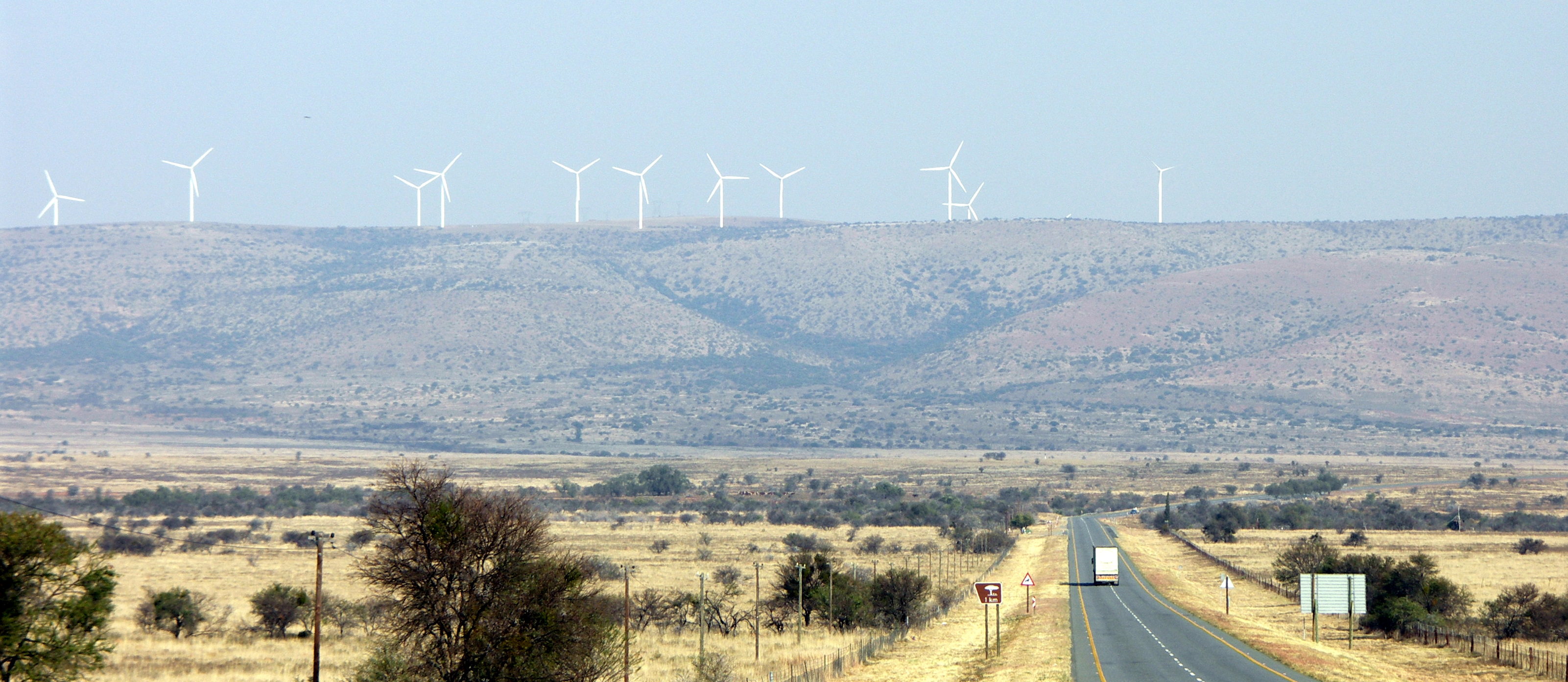
Parc éolien de Cookhouse.
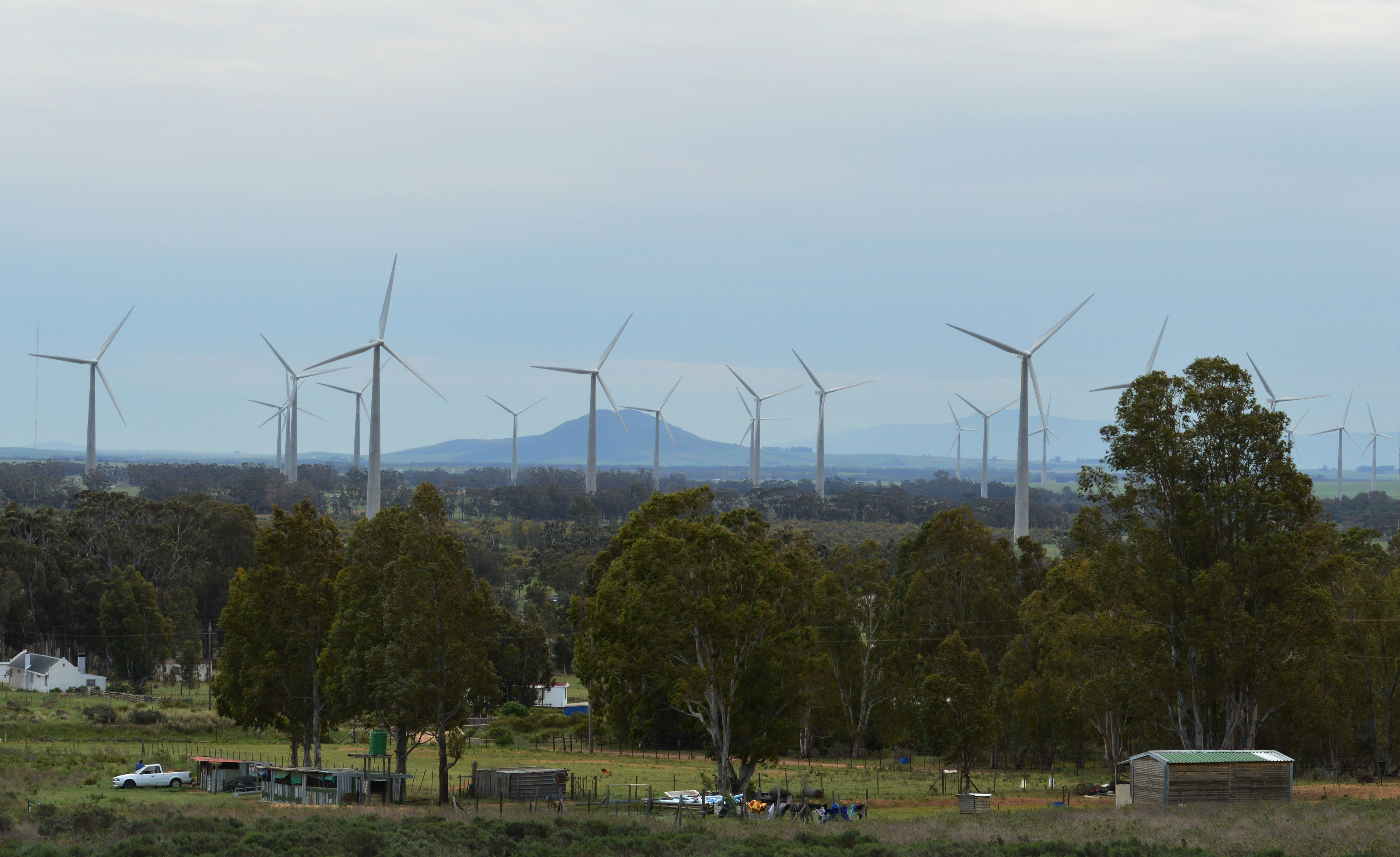
Parc éolien de Gouda.
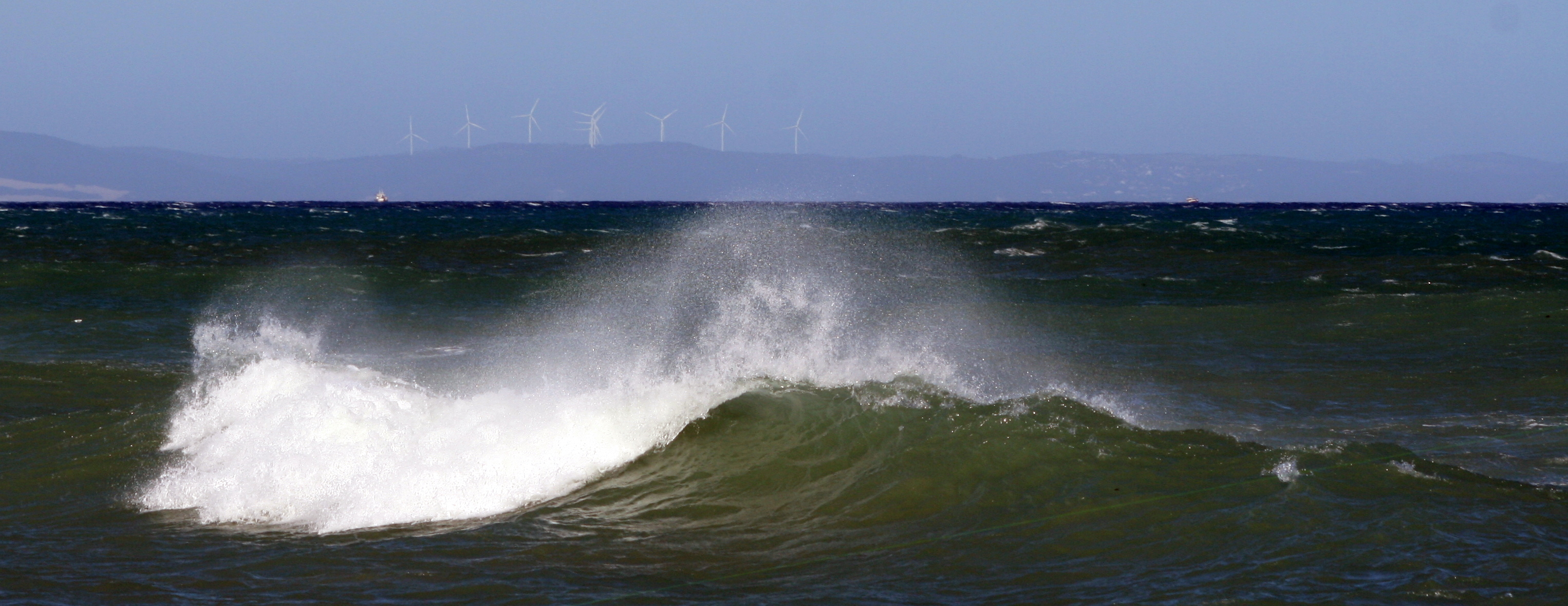
Parc éolien de Van Stadens.

La production d'électricité éolienne du pays atteignait 6,61 TWh en 2020 et 8,36 TWh en 2021, soit 3,4 % de la production totale.
L'Energy Institute estime la production d'électricité éolienne de l'Afrique du Sud à 9,7 TWh en 2022 et 11,6 TWh en 2023.
| Année | Production (GWh) | Accroissement | Part prod.élec. |
| 2013  | 10               |               | 0,004 %         |
| 2014  | 1 100            | x110          | 0,44 %          |
| 2015  | 2 500            | +127 %        | 1,0 %           |
| 2016  | 3 700            | +48 %         | 1,5 %           |
| 2017  | 4 924            | +33 %         | 1,9 %           |
| 2018  | 6 467            | +31 %         | 2,5 %           |
| 2019  | 6 624            | +2 %          | 2,6 %           |
| 2020  | 6 611            | -0,2 %        | 2,8 %           |
| 2021  | 8 356            | +26 %         | 3,4 %           |
| 2022  | 9 700            | +16 %         | 4,1 %           |
| 2023  | 11 600           | +20 %         | 5,2 %           |

La puissance installée éolienne de l'Afrique du Sud reste à 3 442 MW en 2023 ; aucune nouvelle installation n'a été effectuée en 2023. Selon l'Energy Institute, elle est passée de 3 163 MW en 2022 à 3 442 MW en 2023.
La puissance installée éolienne de l'Afrique du Sud atteint 3 442 MW en 2022, dont 668 MW installés en 2021 ; aucune nouvelle installation n'a été effectuée en 2022 ; l'Afrique du Sud reste au premier rang africain devant le Maroc (1 788 MW) et l'Égypte (1 702 MW).
La puissance installée éolienne de l'Afrique du Sud atteint 2 465 MW en 2020, dont 515 MW installée en 2020.
Cette puissance est restée à 2 085 MW en 2019, sans aucune addition en 2018 ni en 2019 ; elle reste au premier rang africain devant l'Égypte (1 452 MW).
L'Afrique du Sud se place au premier rang africain dans l'éolien devant l'Égypte et le Maroc avec 1 471 MW installés fin 2016 contre 1 053 MW fin 2015, 570 MW fin 2014 et 10 MW fin 2013 ; les 418 MW installés en 2016 représentent un accroissement de 40 % du parc éolien du pays et 100 % du marché africain de l'année ; les 483 MW installés en 2015 représentaient un accroissement de 85 % du parc éolien du pays et 64 % du marché africain de 2015.
Après avoir mis une décennie pour installer ses premiers 10 MW d'éoliennes, elle était, en 2013, en train de développer 3 000 MW à 5 000 MW de projets éoliens, dont 636 MW en construction et 562 MW proches de leur bouclage financier ; le plan directeur énergétique (Power Sector Integrated Resource Plan 2010-2030) prévoit 9 000 MW éoliens d'ici 2030.
Le parc éolien de Jeffreys Bay a été mis en service en juillet 2014 par la société Globeleq dans la province du Cap oriental avec 138 MW de puissance installée et une production annuelle prévisionnelle de 460 GWh.
Le parc éolien de Cookhouse dans la province du Cap oriental a été terminé fin 2014 avec 66 turbines Suzlon totalisant 138,6 MW et un potentiel de production de 370 GWh par an. L'originalité de ce projet est l'implication de la communauté locale qui possède une part de capital de 25 % au travers du Cookhouse Wind Farm Community Trust.
Le parc éolien de Sere a été mis en service en avril 2015 par la compagnie électrique nationale Eskom avec un prêt de la Banque africaine de développement, sur la côte ouest à 300 km au nord de la ville du Cap ; sa puissance de 106 MW (46 turbines Siemens de 2,3 MW) lui permet de produire 240 à 300 GWh par an (facteur de charge : 26 à 32 %).
Le parc éolien de Gouda a été inauguré en septembre 2016 par Acciona à 135 km au nord-est du Cap avec 46 turbines d'une puissance totale de 138 MW ; son originalité est que les tours qui portent les pales sont en béton et non en acier, afin d'accroître le contenu local de l'investissement. Depuis le début du programme d'énergies renouvelables lancé par le Department of Energy, le prix de l'énergie éolienne a chuté de 1,14 rand/kWh lors du premier appel d'offres à une moyenne de 0,74 rand/kWh lors du dernier appel d'offres.

### Échanges internationaux d'électricité
L'Afrique du Sud est le principal acteur du « Pool électrique d'Afrique australe » (Southern African Power Pool - SAPP), créé en 1995 pour coordonner les compagnies électriques de la partie sud du continent africain afin d'optimiser leurs échanges d'électricité. La carte du réseau d'interconnexion de l'Afrique australe peut être consultée sur le site SAPP.
| GWh           | 2009   | 2010   | 2011   | 2012   | 2013   | 2014   | 2017   | 2018   |
| Importations  | 12 295 | 12 193 | 11 890 | 10 006 | 9 428  | 11 177 | 8 568  | 9 687  |
| Exportations  | 14 052 | 14 668 | 14 964 | 15 035 | 13 929 | 13 836 | 15 201 | 14 386 |
| Solde export. | 1 757  | 2 475  | 3 074  | 5 029  | 4 501  | 2 659  | 6 633  | 4 699  |

Les lignes d'interconnexion avec les pays voisins sont les suivantes :
- Mozambique : 5 lignes : 2 de 533 kV avec 2 000 MW de capacité de transit, une de 400 kV (1 450 MW), une de 275 kV (250 MW) et une de 110 kV (150 MW) ;
- Swaziland : 3 lignes : une de 400 kV (1 450 MW), prolongée vers le Mozambique et 2 de 132 kV ;
- Lesotho : 2 lignes de 132 kV (230 MW) ;
- Botswana : 4 lignes : une de 400 kV (650 MW) et 3 de 132 kV (150 MW) ;
- Namibie : 3 lignes : une de 400 kV (500 MW) et 2 de 220 kV (250 MW).

Liaison à courant continu Cahora Bassa
Carte du tracé de la Liaison à courant continu Cahora Bassa.
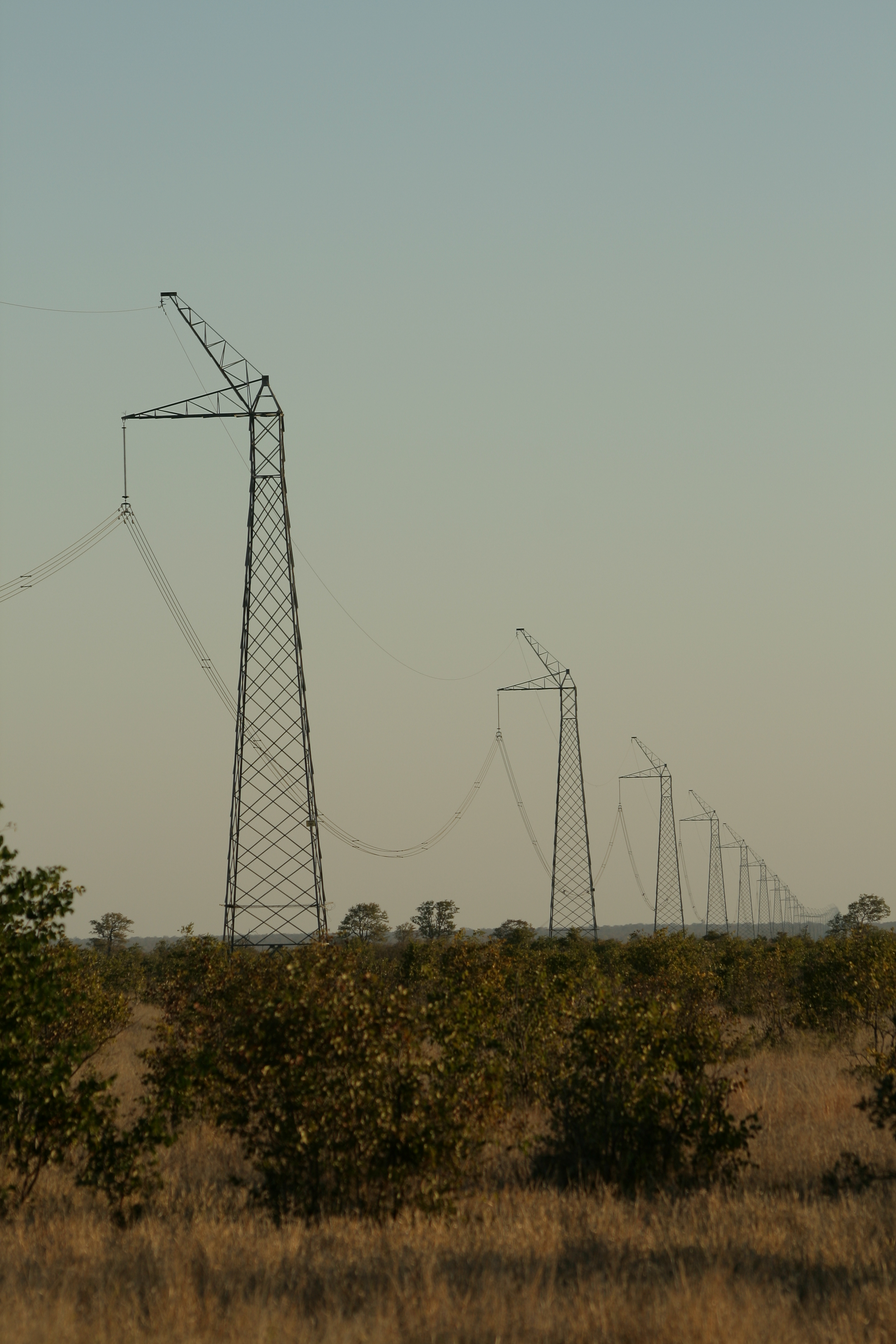
Pylônes de la liaison à courant continu Cahora Bassa.

Les importations proviennent du Mozambique, du Lesotho et de la Zambie. La majeure partie provient de la centrale hydroélectrique de Cahora Bassa (2 075 MW), sur le Zambèze au Mozambique, via la Liaison à courant continu Cahora Bassa entre la centrale de Cahora Bassa et la station Apollo près de Johannesbourg (longueur : 1 420 km, puissance nominale : 1 920 MW, tension nominale : ±533 kV).
Les exportations représentaient 6,4 % de la production en 2012/13 ; elles sont destinées à tous les pays voisins : le Mozambique, le Botswana, la Namibie, le Swaziland et le Lesotho.

### Réseaux de transport et distribution d'électricité

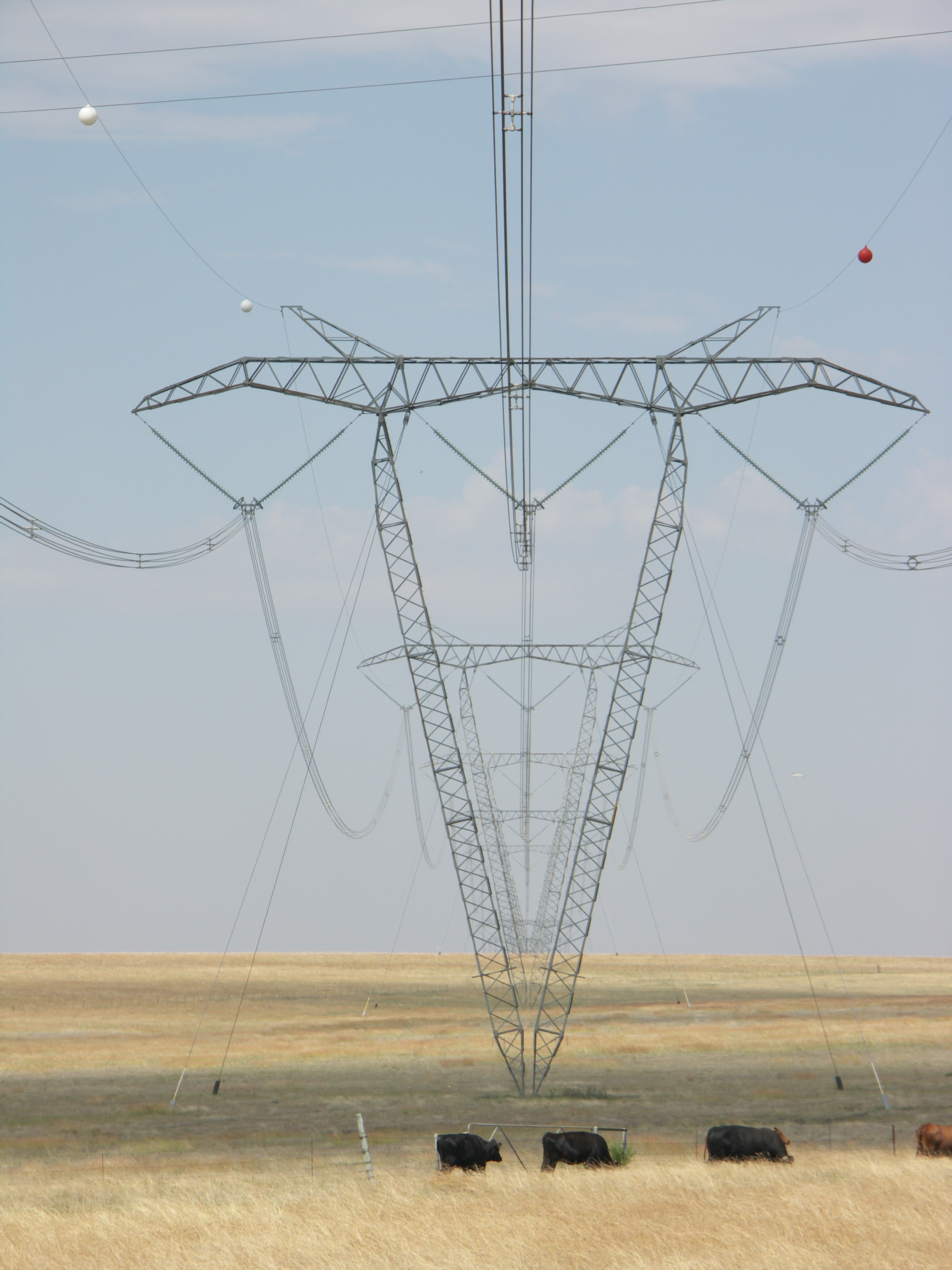
Pylônes haubanés en Afrique du Sud, 2006.

La carte du réseau de transport sud-africain peut être consultée sur le site Eskom.
Le réseau d'Eskom totalisait 359 337 km de lignes en mars 2014, desservant 5,2 millions de clients. Le taux de pertes en ligne atteignait 8,9 % en 2013/14, dont 2,3 % en transport et 7,1 % en distribution (dont entre 1,8 % et 2,8 % de pertes non techniques, c'est-à-dire de vols d'électricité).

### Consommation finale d'électricité
La consommation d'électricité par habitant s'élève en 2021 à 3,6 MWh en Afrique du Sud, égale à la moyenne mondiale : 3,6 MWh, et inférieure de 48 % à celle de la France : 6,9 MWh et de 73 % à celle des États-Unis : 13,4 MWh.
La répartition par secteur de la consommation finale d'électricité a évolué comme suit :
| Secteur                                                 | 1990  | %    | 2000  | %    | 2010  | %    | 2020  | %    | 2021  | % 2021 | var. 2021/1990 |
| Industrie                                               | 82,3  | 59,5 | 96,9  | 55,7 | 121,1 | 59,7 | 98,7  | 52,2 | 100,8 | 52,1 % | +22 %          |
| Transport                                               | 4,0   | 2,9  | 5,4   | 3,1  | 3,6   | 1,8  | 2,4   | 1,3  | 2,6   | 1,3 %  | -35 %          |
| Résidentiel                                             | 22,4  | 16,2 | 28,7  | 16,5 | 40,8  | 20,1 | 46,3  | 24,5 | 47,4  | 24,5 % | +111 %         |
| Tertiaire                                               | 17,0  | 12,3 | 17,2  | 9,9  | 29,6  | 14,6 | 35,3  | 18,7 | 36,1  | 18,7 % | +112 %         |
| Agriculture                                             | 3,6   | 2,6  | 4,0   | 2,3  | 6,0   | 3,0  | 5,7   | 3,0  | 5,8   | 3,0 %  | +60 %          |
| Non spécifié                                            | 9,1   | 6,6  | 22,0  | 12,6 | 1,6   | 0,8  | 0,7   | 0,4  | 0,7   | 0,4 %  | -92 %          |
| Total                                                   | 138,5 | 100  | 174,1 | 100  | 202,7 | 100  | 189,1 | 100  | 193,4 | 100 %  | +40 %          |
| Source des données : Agence internationale de l'énergie |       |      |       |      |       |      |       |      |       |        |                |

## Politique énergétique
Lors de la COP26, le Royaume-Uni, la France, l'Allemagne, les États-Unis et l'Union européenne s'étaient engagés à rassembler 8,5 milliards $ pour aider l'Afrique du Sud à enclencher sa transition énergétique. Le détail de ce programme est dévoilé à la COP27 : la priorité est de moderniser Eskom, qui tire 80 % de sa production du charbon. Le réseau ne parvient pas à répondre à la demande et les installations vieillissantes poussent le pays à recourir à des délestages. Selon le plan dévoilé, neuf des quinze centrales à charbon devraient fermer d'ici à 2035, à commencer par celle de Komati qui a cessé ses activités en octobre 2022. L'Afrique du Sud entend désormais miser sur les énergies renouvelables, sans toutefois exclure une part de gaz et de nucléaire dans son mix énergétique de transition. Des filières d'hydrogène vert et de véhicules électriques sont aussi intégrées au plan d'investissement. Mais le coût de ce plan environnemental sur cinq ans est estimé à 85 milliards $ ; d'autres ressources seront donc nécessaires. De plus, moins de 4 % des aides promises sont des subventions, le reste étant en majorité des prêts concessionnels (à des taux avantageux).

## Impact environnemental

### Émissions de gaz à effet de serre
En 2021, les émissions de gaz à effet de serre (GES) liées à l'énergie en Afrique du Sud s'élevaient à 426 Mt CO2eq, soit 1,1 % des émissions mondiales et 25,7 % des émissions africaines, loin derrière la Chine (30,3 %), les États-Unis (13,4 %), l'Union européenne (7,1 %), l'Inde (6,5 %) et la Russie (6,0 %), mais loin devant les autres pays africains : le deuxième, l'Égypte, a des émissions 45 % moins élevées.
|                                                       | 1971  | 1990  | 2021  | var. 2021/1971 | var. 2021/1990 | var.Monde 2021/1990 | part en 2021 |
| Émissions GES liées à l'énergie                       | 168   | 272   | 426   | +154 %         | +57 %          | +60 %               |              |
| Émissions GES par combustion de combustibles fossiles | 160,5 | 248,6 | 396,8 | +147 %         | +60 %          | +62,6 %             | 100 %        |
| dont charbon                                          | 130,7 | 202,2 | 326,4 | +150 %         | +61 %          | +81 %               | 82,3 %       |
| dont pétrole                                          | 28,3  | 44,0  | 64,8  | +129 %         | +47 %          | +26 %               | 16,3 %       |
| dont gaz naturel                                      | -     | -     | 4,4   | ns             | ns             | +105 %              | 1,1 %        |
| Source : Agence internationale de l'énergie           |       |       |       |                |                |                     |              |

### Émissions deCO2liées à la consommation d'énergie
Selon l'Energy Institute, les émissions de CO2 liées à l'énergie en Afrique du Sud ont atteint 425 Mt en 2023, en baisse de 0,1 % en 2023 et de 8,2 % depuis 2013, soit 1,2 % des émissions mondiales et 31,8 % de celles de l'Afrique.
Selon l'Agence internationale de l'énergie, l'Afrique du Sud est en 2021 le quatorzième émetteur de dioxyde de carbone par combustion d'énergies fossiles : 391,7 MtCO2, soit 1,2 % des émissions mondiales, loin derrière la Chine (10 682,8 Mt, soit 31,8 %), les États-Unis (13,6 %), l'Inde (6,8 %) et la Russie (5,0 %). Ses émissions par habitant s'élèvent à 6,60 tonnes, supérieures de 55 % à la moyenne mondiale : 4,26 t et 7,5 fois supérieures à la moyenne africaine, mais inférieures de 12 % à celles de la Chine : 7,54 t et de 52 % à celles des États-Unis : 13,76 t.
|                            | 1971 | 1990 | 2021 | var. 2021/1971 | var. 2021/1990 | var.UE27 2021/1990 |
| Émissions/habitant (t CO2) | 6,82 | 6,12 | 6,60 | -3 %           | +8 %           | -30,4 %            |

Voici la répartition des émissions entre les secteurs de consommation, comparée à celle de l'Union européenne :
| | Émissions 2021      | part du secteur | Émissions/habitant | Émiss./hab. UE-27 |
| Secteur | Millions tonnes CO2 | %               | tonnes CO2/hab.    | tonnes CO2/hab.   |
| Secteur énergie hors élec. | 71,3                | 18 %            | 1,20               | 0,37              |
| Industrie et construction | 152,8               | 39 %            | 2,57               | 1,50              |
| Transport | 50,9                | 13 %            | 0,86               | 1,74              |
| dont transport routier | 45,0                | 11 %            | 0,76               | 1,64              |
| Résidentiel | 60,3                | 15 %            | 1,02               | 1,21              |
| Tertiaire | 42,7                | 11 %            | 0,72               | 0,74              |
| Total | 391,7               | 100 %           | 6,60               | 5,76              |
| Source : Agence internationale de l'énergie* après ré-allocation des émissions de la production d'électricité et de chaleur aux secteurs de consommation |                     |                 |                    |                   |

On remarque le poids dominant de l'industrie et du secteur énergétique.